# Erotylidae
Famille
Les Erotylidae forment une famille d'insectes de l'ordre des coléoptères. Elle est composée de 3 500 espèces connues distribuées sur l'ensemble des biomes forestiers de la planète, la plus grande diversité se rencontrant dans les forêts tropicales humides.
Les imagos mesurent entre 1 et 20 mm de long. De nombreuses espèces sont ornées de couleurs vives qui constituent un signal aposématique pour les prédateurs. De plus, elles pratiquent souvent le saignement réflexe en sécrétant au niveau de leurs articulations un liquide toxique répulsif. D'autres sont considérées comme moins attrayantes en étant petites et brunes.
Chez une grande partie des espèces, notamment celles appartenant à la tribu des Erotylini, les larves et les imagos sont mycophages et se rencontrent sur et dans les champignons, notamment les polypores, ainsi que dans le bois en décomposition. Chez la sous-famille des Languriinae, la larve se développe au sein de tiges de plantes vivantes et l'imago se nourrit de feuilles ou de pollen. D'autres espèces centro- et sudo-américaines, comme les genres Pharaxonotha et Ceratophila, sont étroitement associées aux Cycadophytes dont elles sont les pollinisatrices.

## Taxonomie
Le nom valide de ce taxon est Erotylidae. Cette famille est décrite pour la première fois en 1802 par Pierre André Latreille (1762-1833).

### Étymologie
Le nom de la famille des Erotylidae est construit à partir du nom de son genre type Erotylus, qui est une latinisation du grec ancien ἐρωτύλος, erōtylos (« petit dieu de l’amour »).

### Synonymie
Erotylidae a pour synonymes :
- Erptylidae
- Languridae
- Tritomidae

## Quelques espèces de la famille des Erotylidae

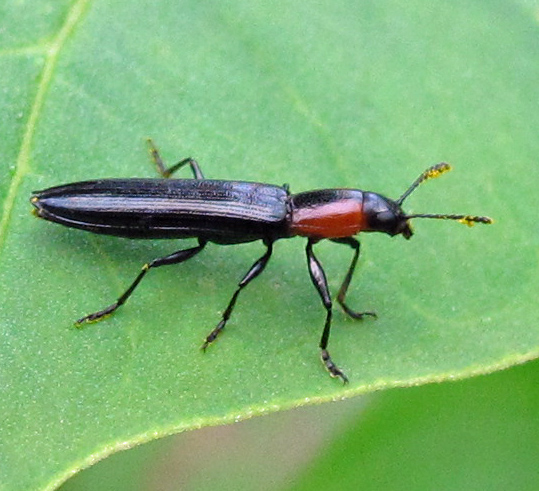
Acropteroxys gracilis
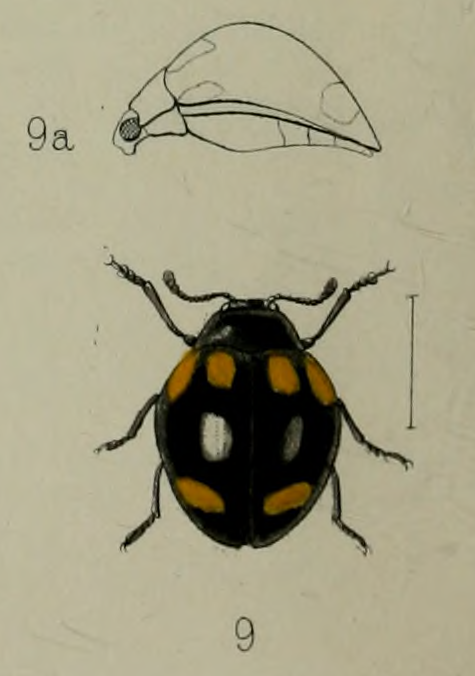
Aegithus bartletti
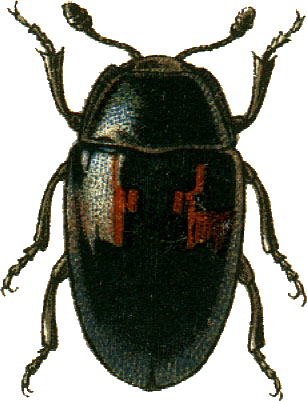
Aulacochilus decoratus
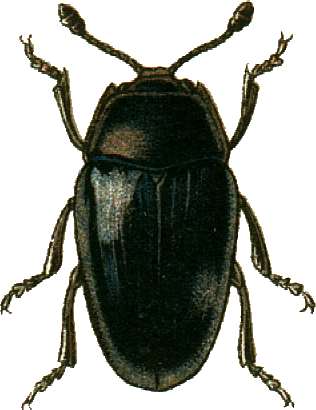
Aulacochilus sibiricus
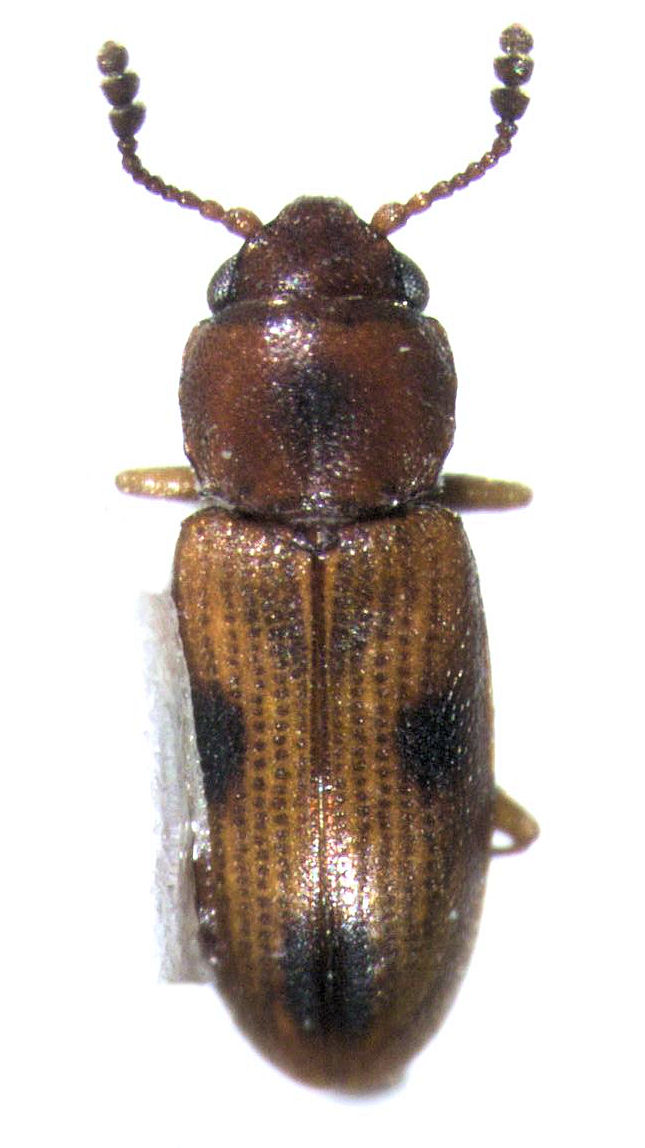
Cathartocryptus maculosus
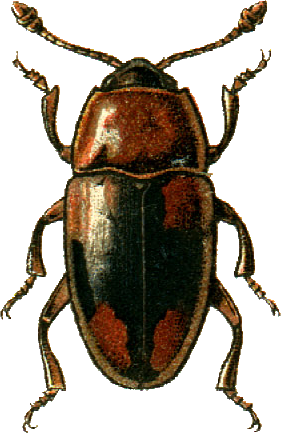
Combocerus glaber
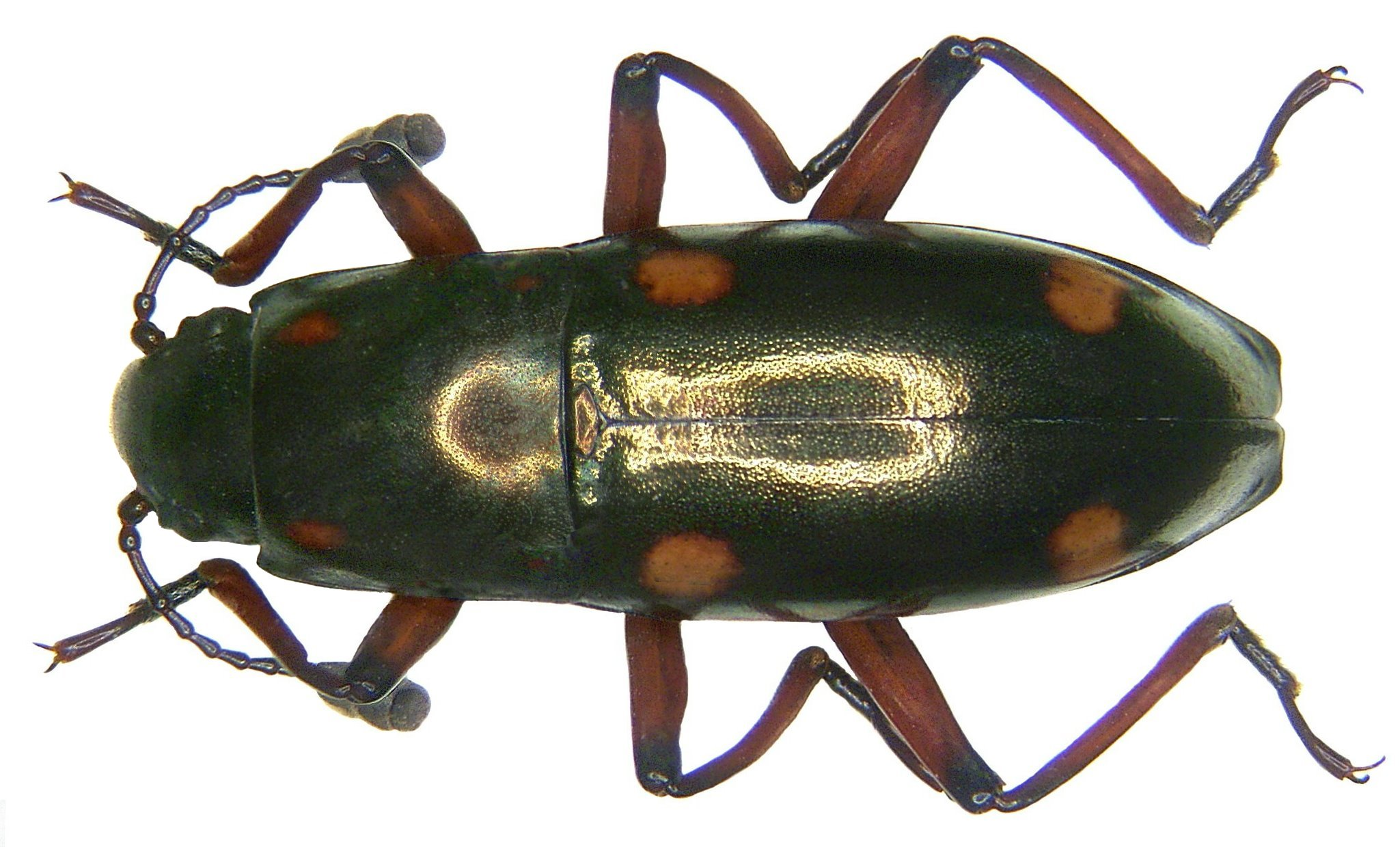
Coptengis sheppardi
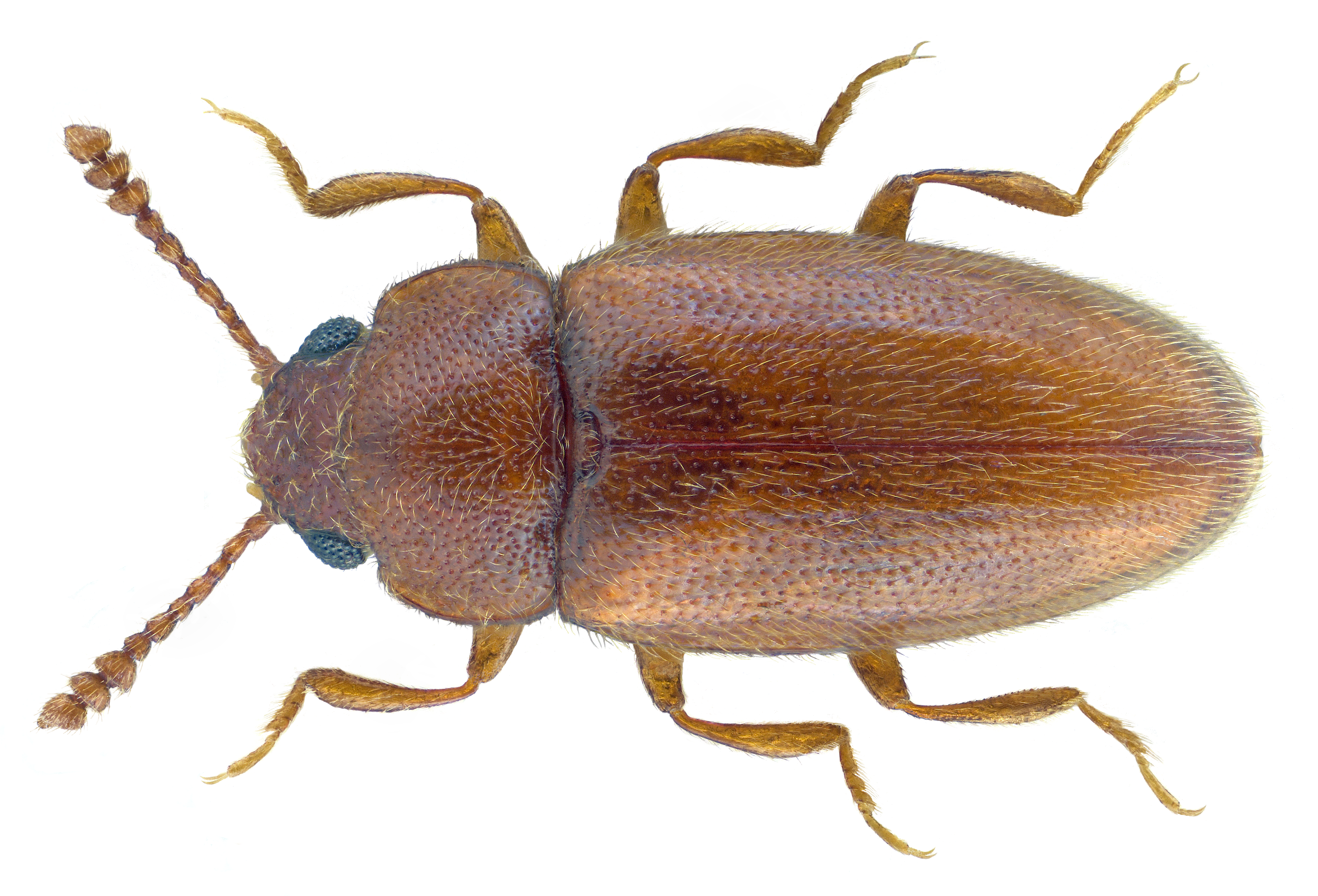
Cryptophilus integer
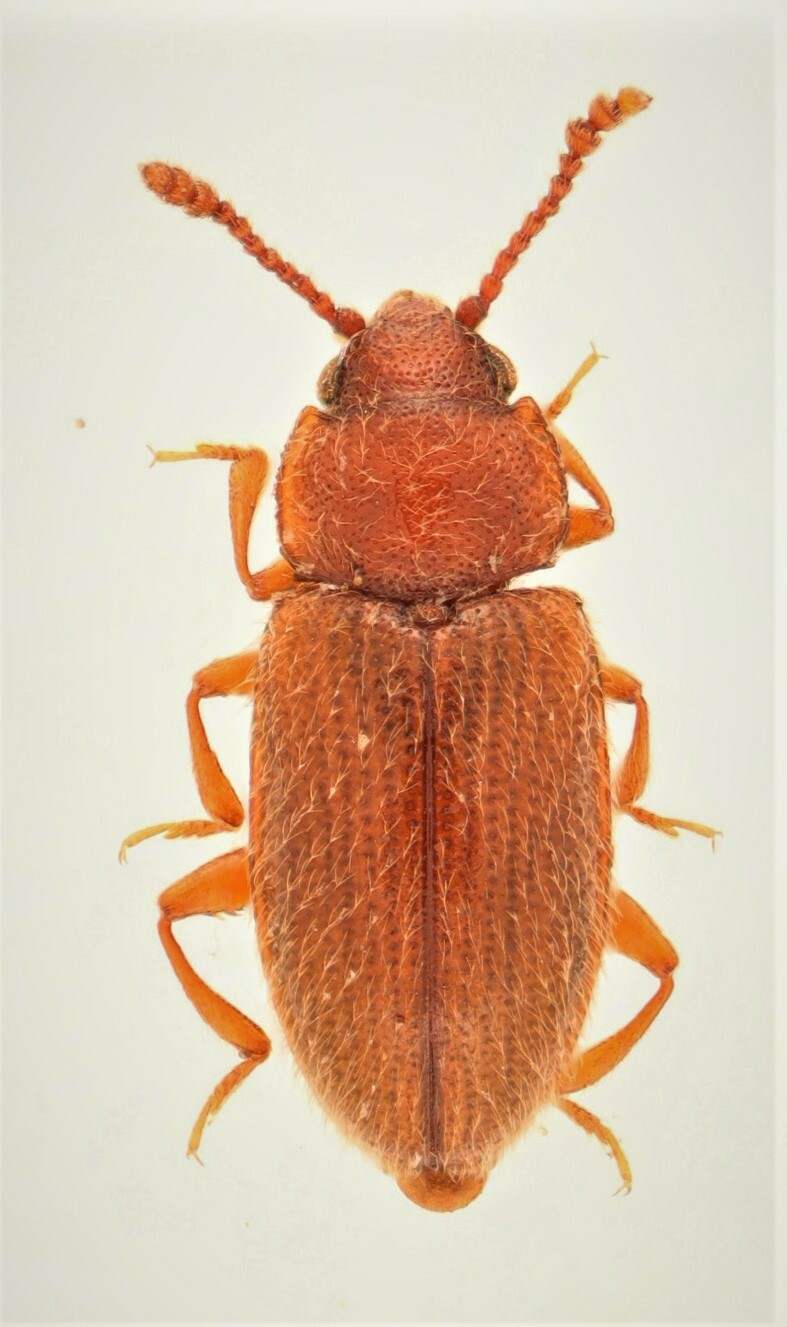
Cryptophilus obliteratus
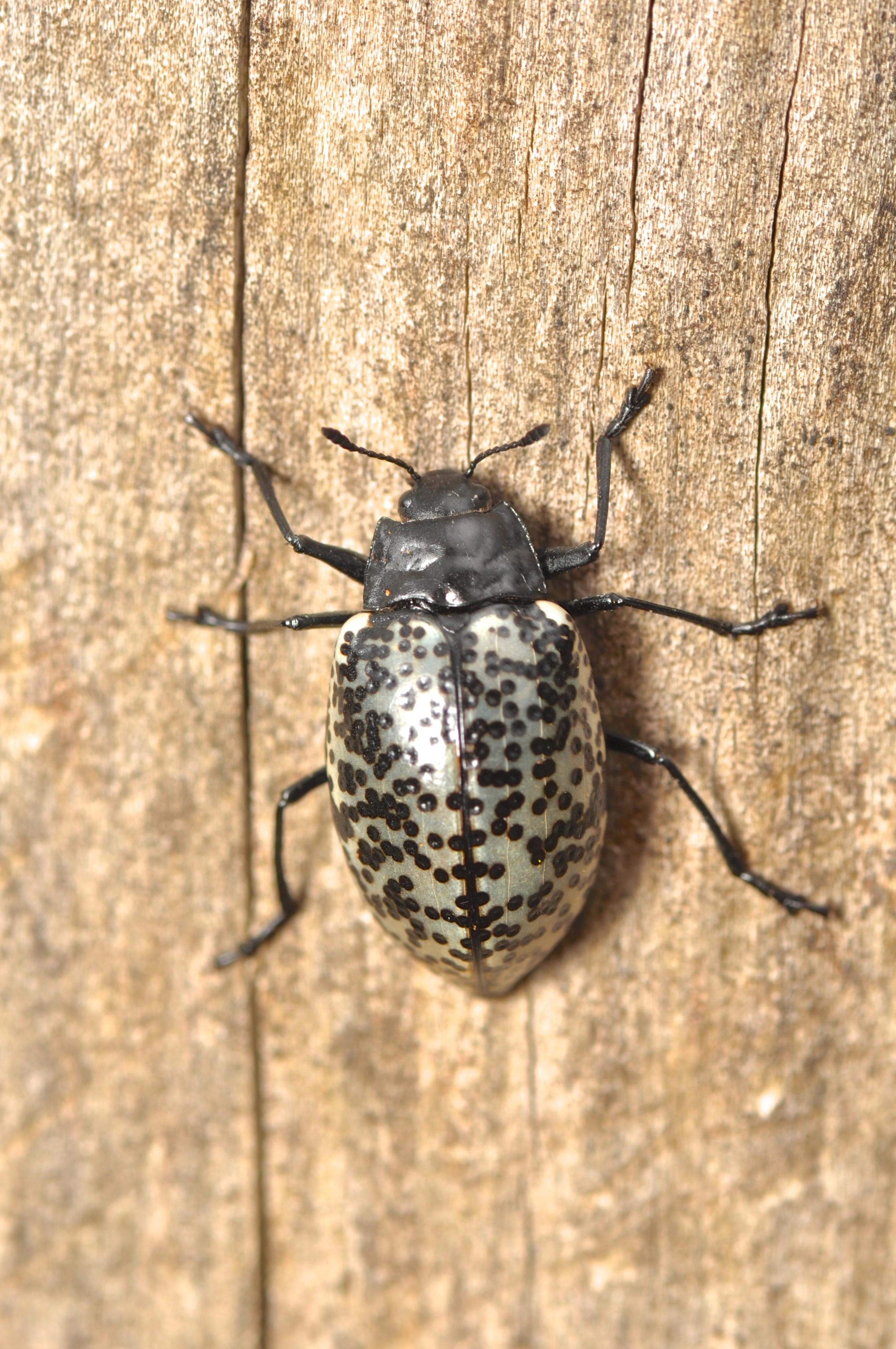
Cypherotylus boisduvali
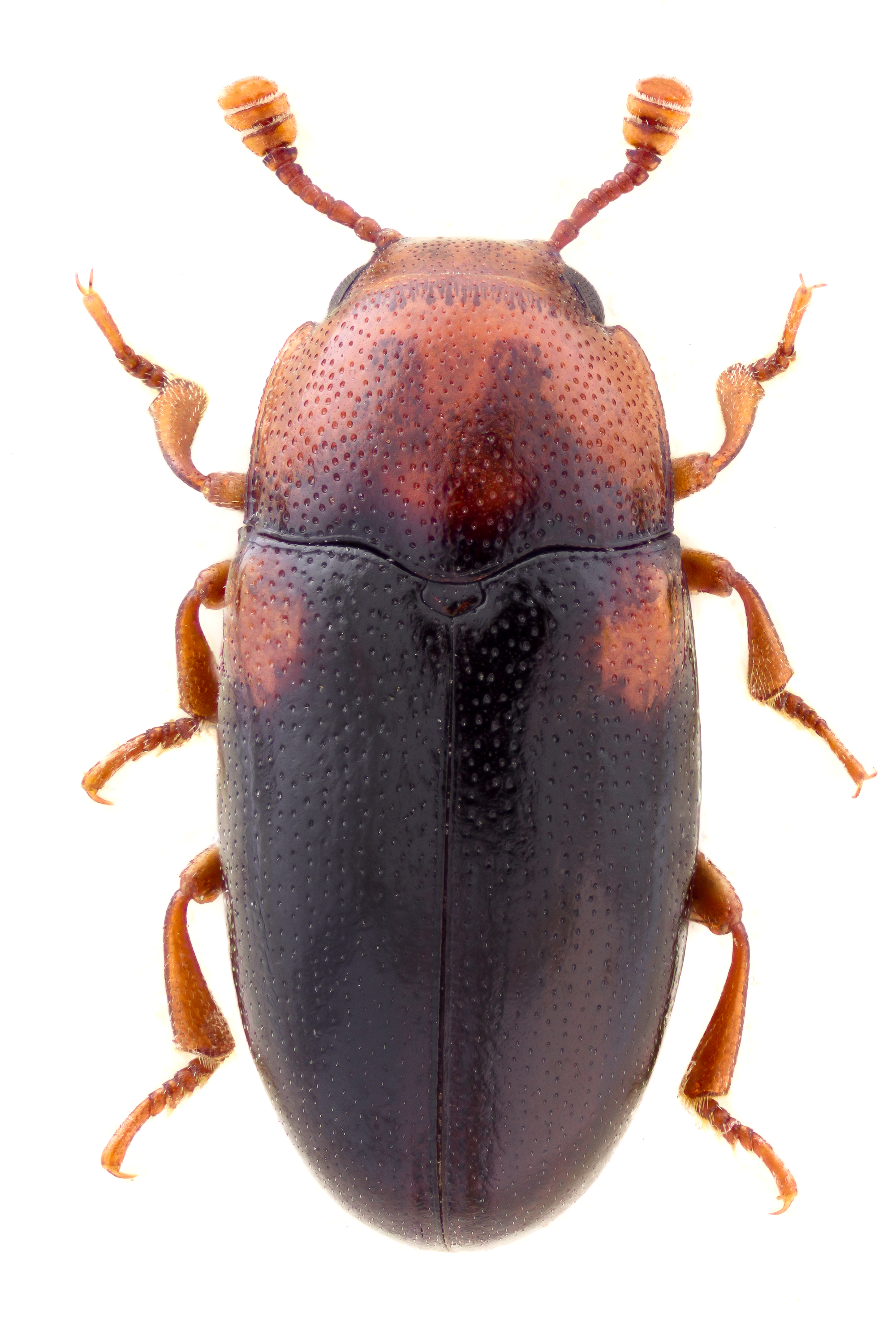
Dacne bipustulata
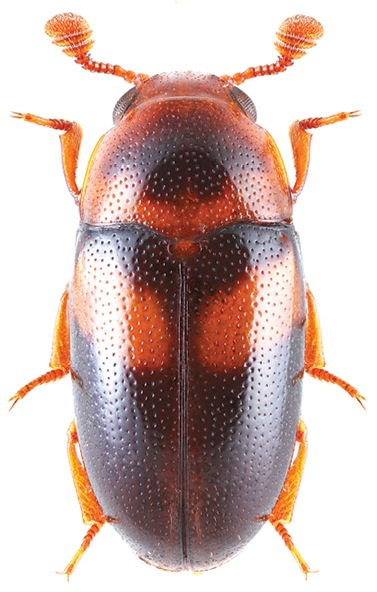
Dacne picta
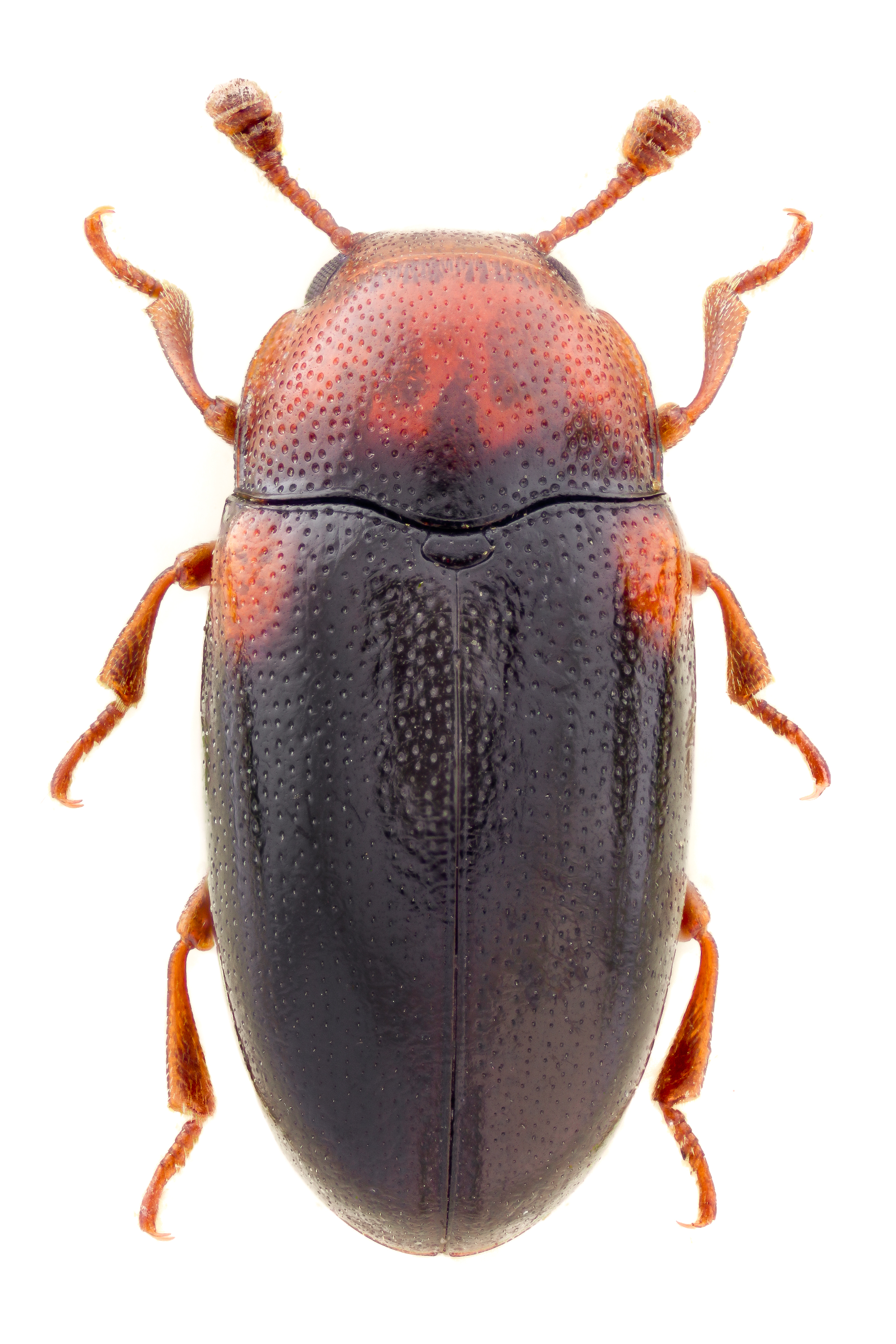
Dacne rufifrons
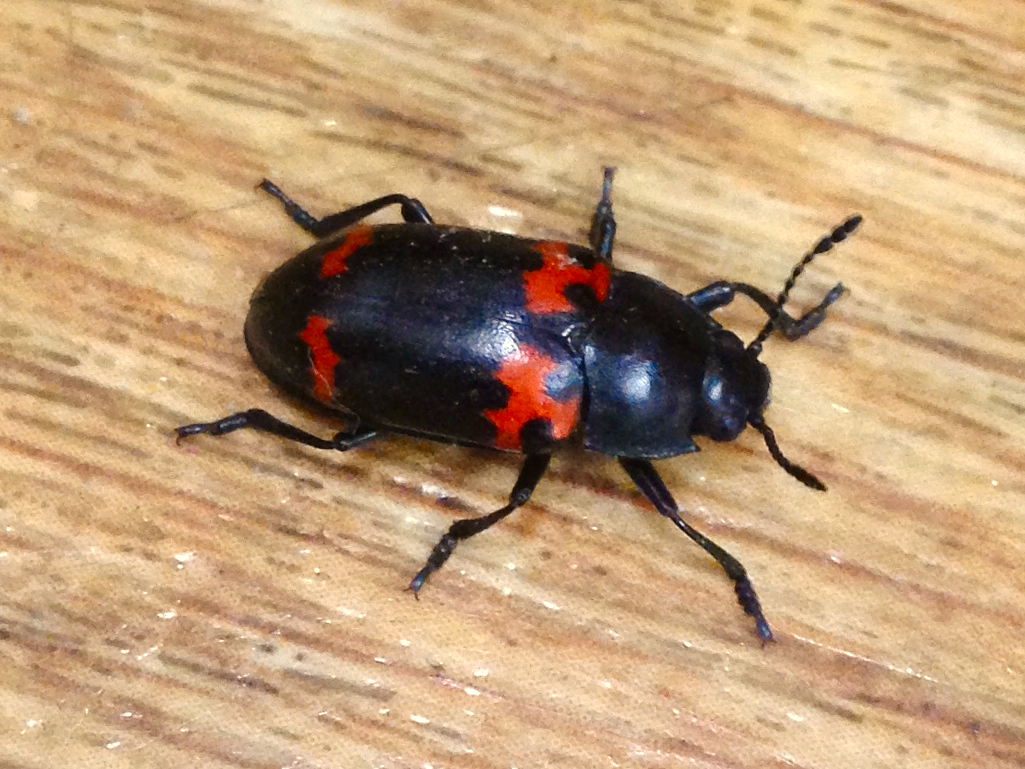
Episcapha morawitzi
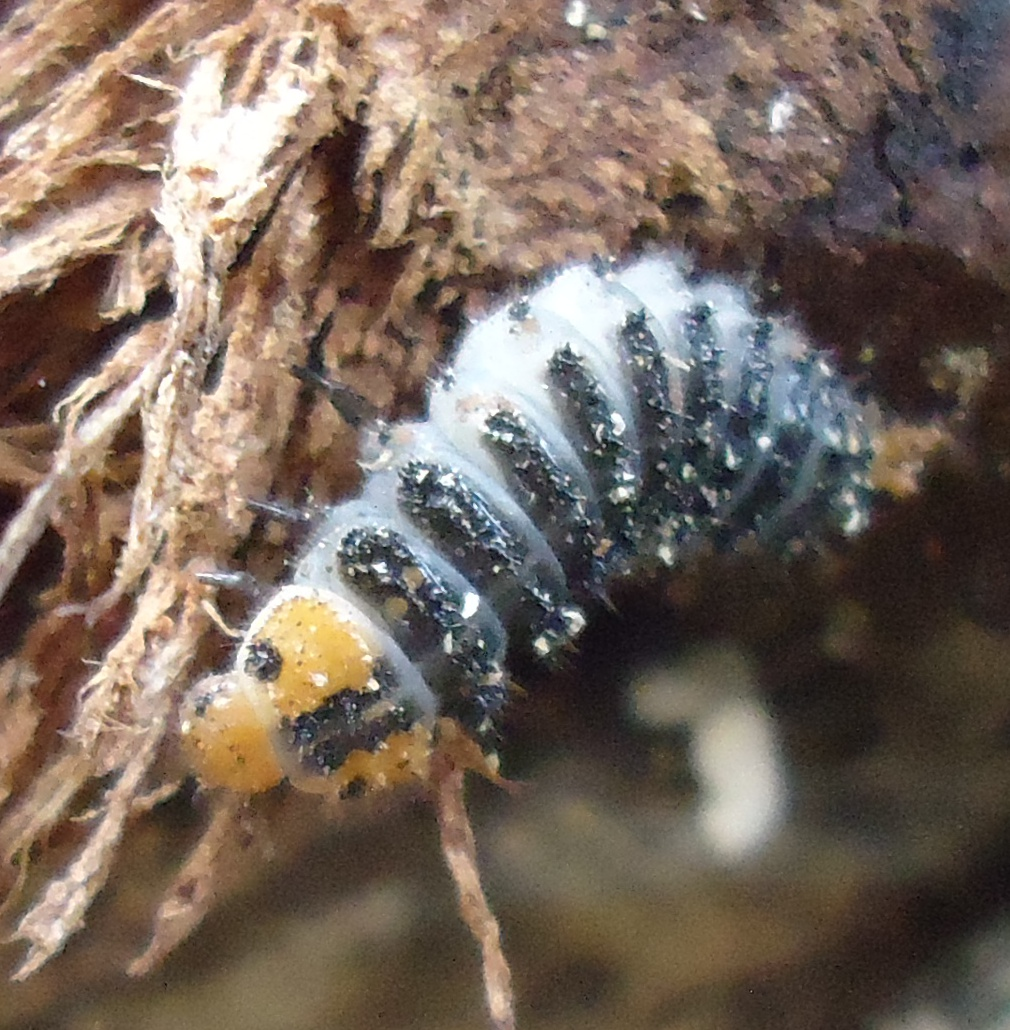
Larve d'Episcapha quadrimacula
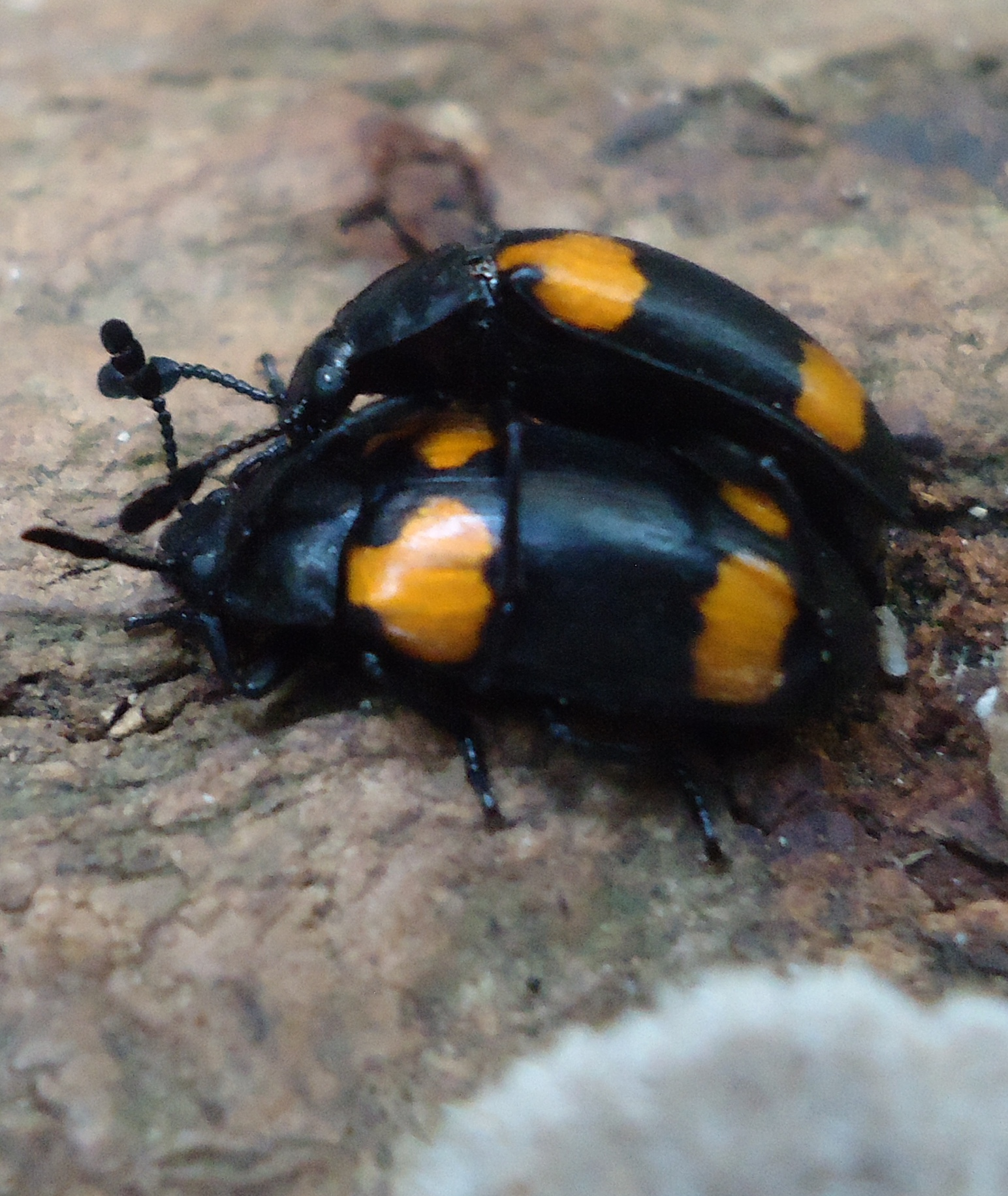
Episcapha quadrimacula
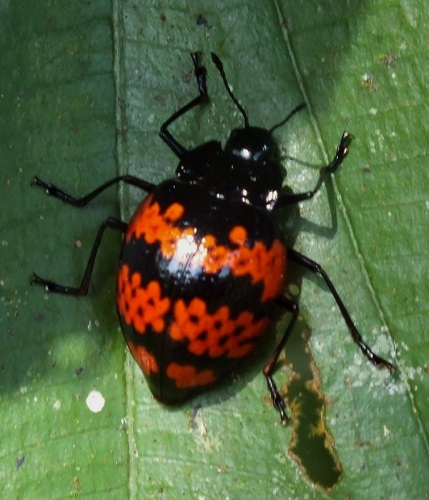
Erotylus dilaceratus
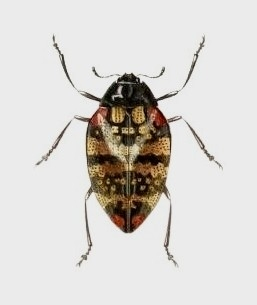
Erotylus histrio
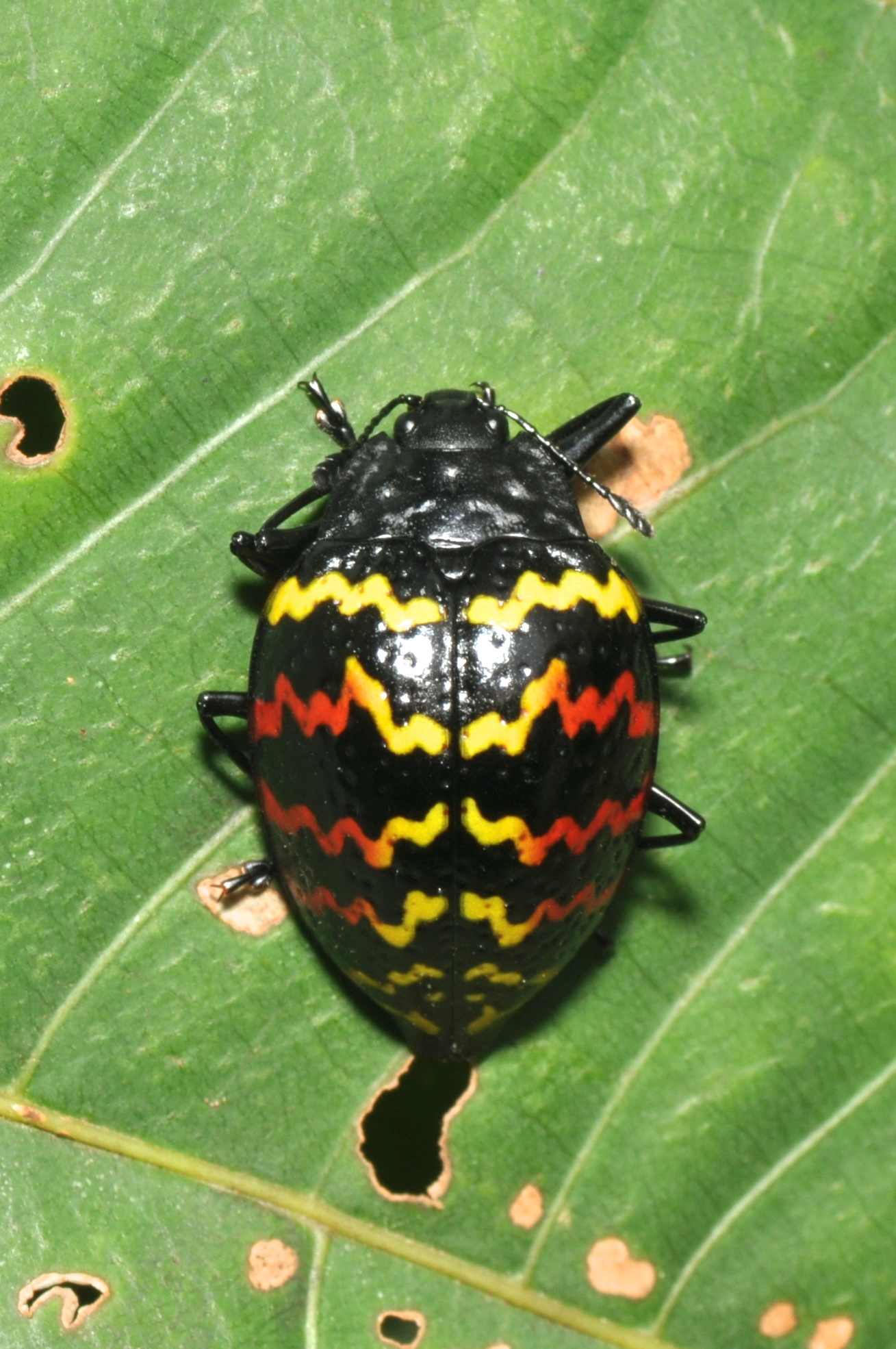
Erotylus incomparabilis
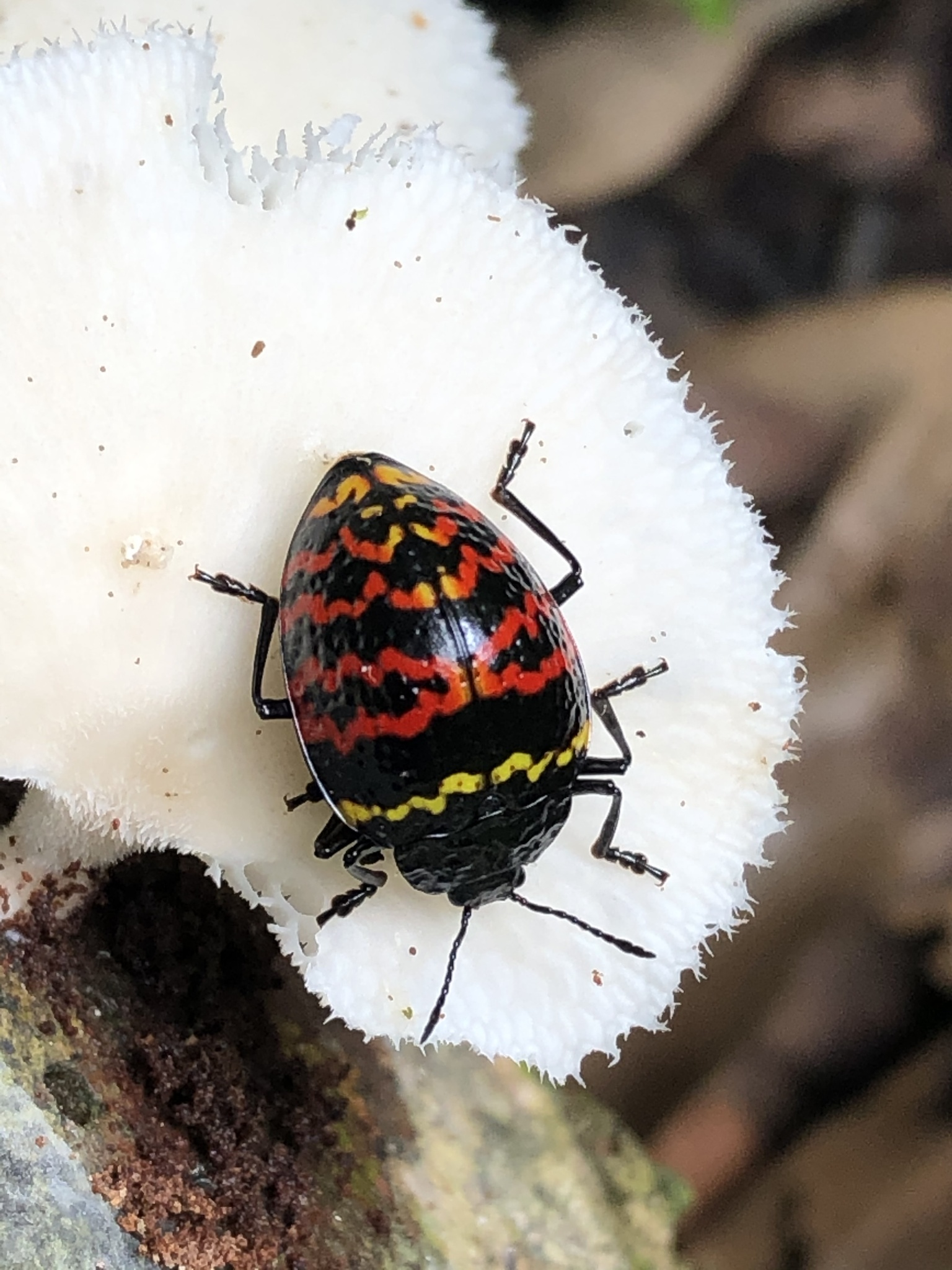
Erotylus peruvianus
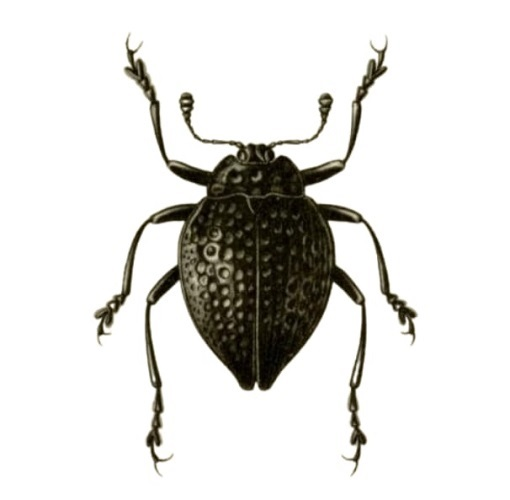
Erotylus spectrum
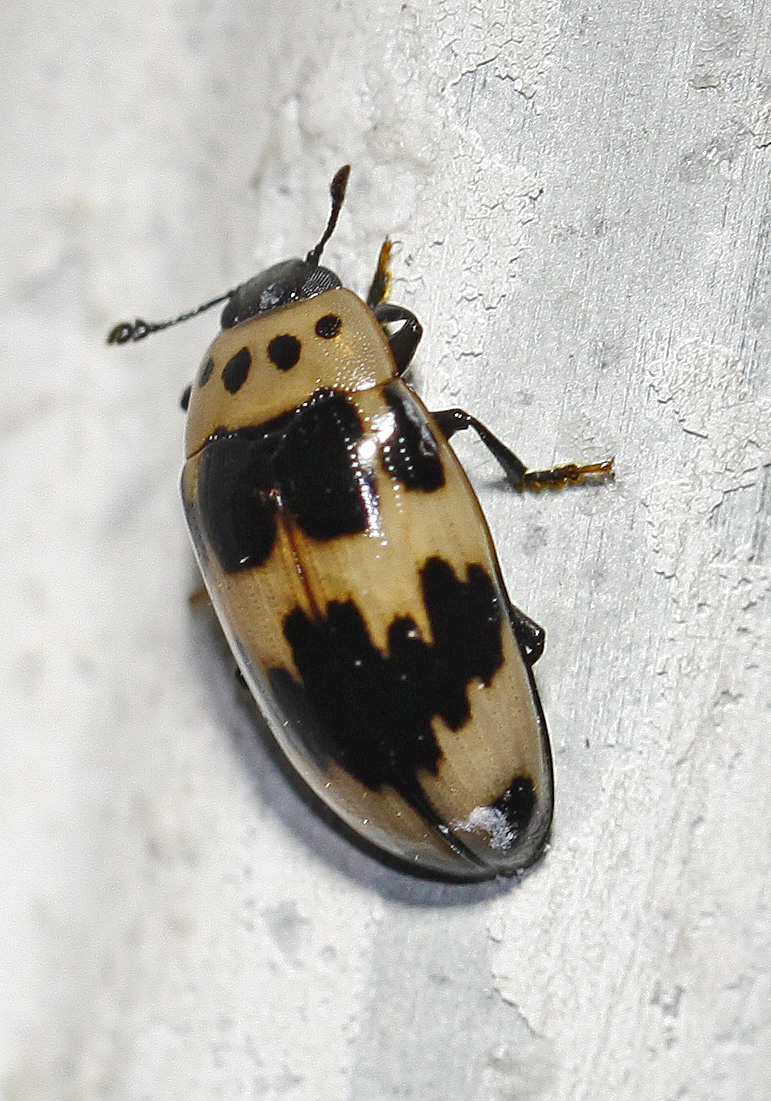
Ischyrus quadripunctatus
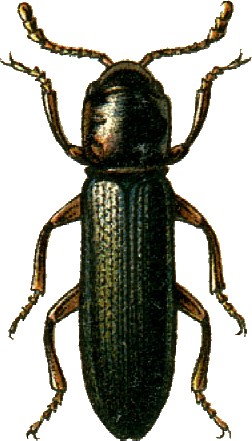
Languria menetriesi
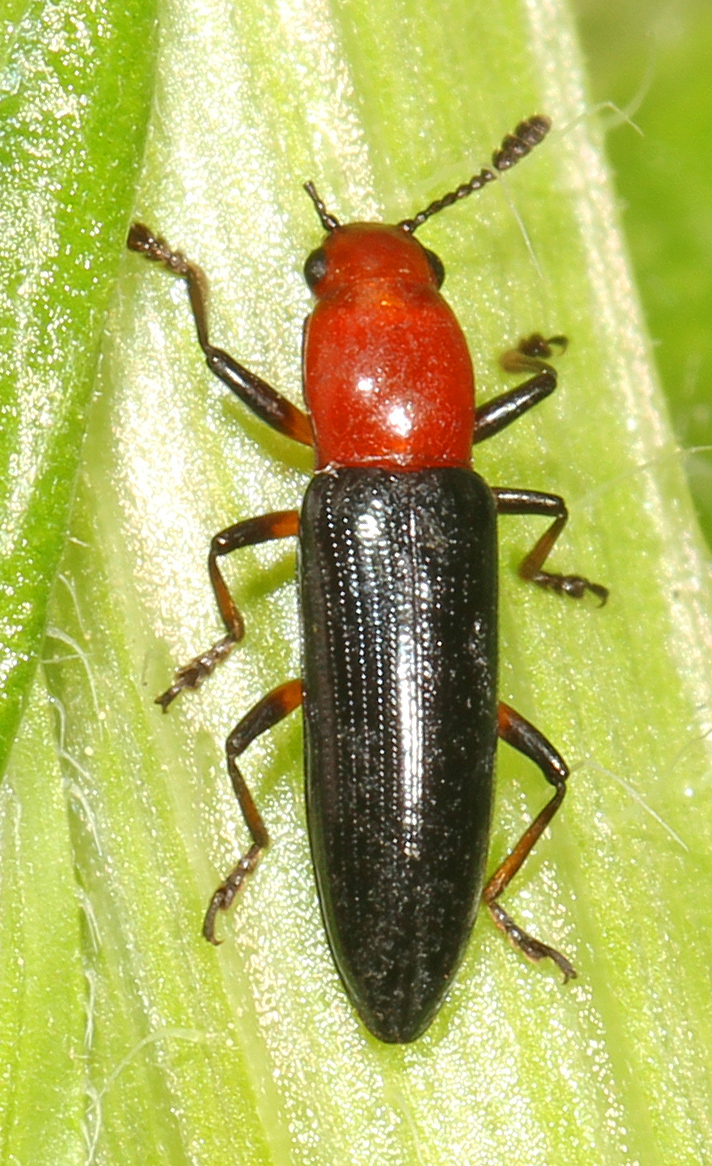
Languria mozardi
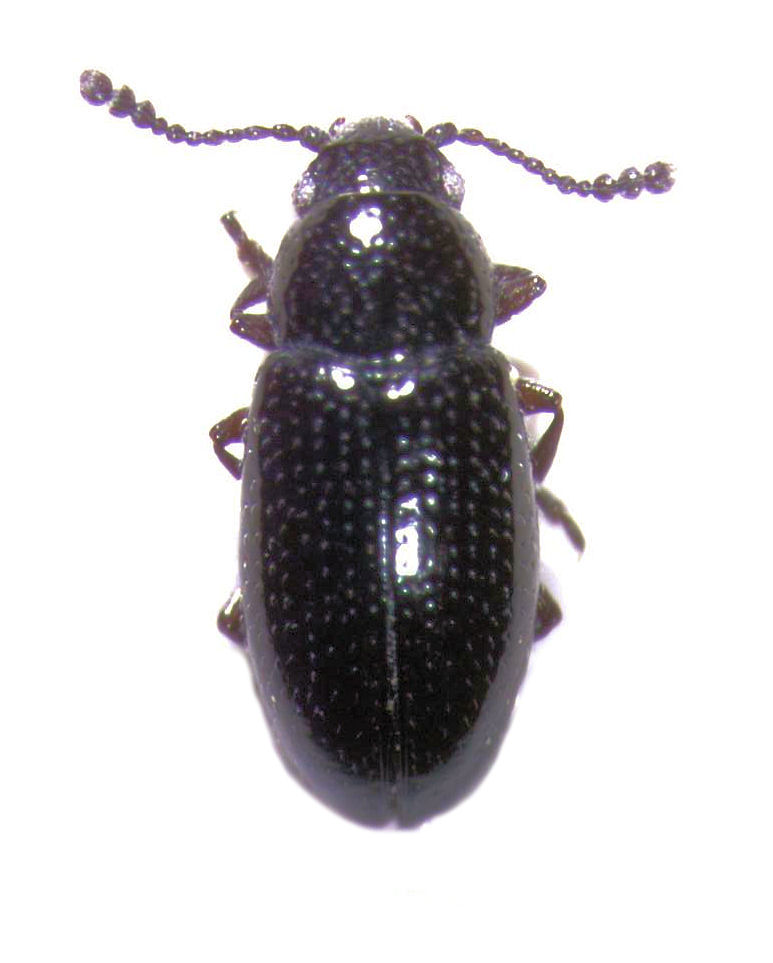
Loberus anthracinus
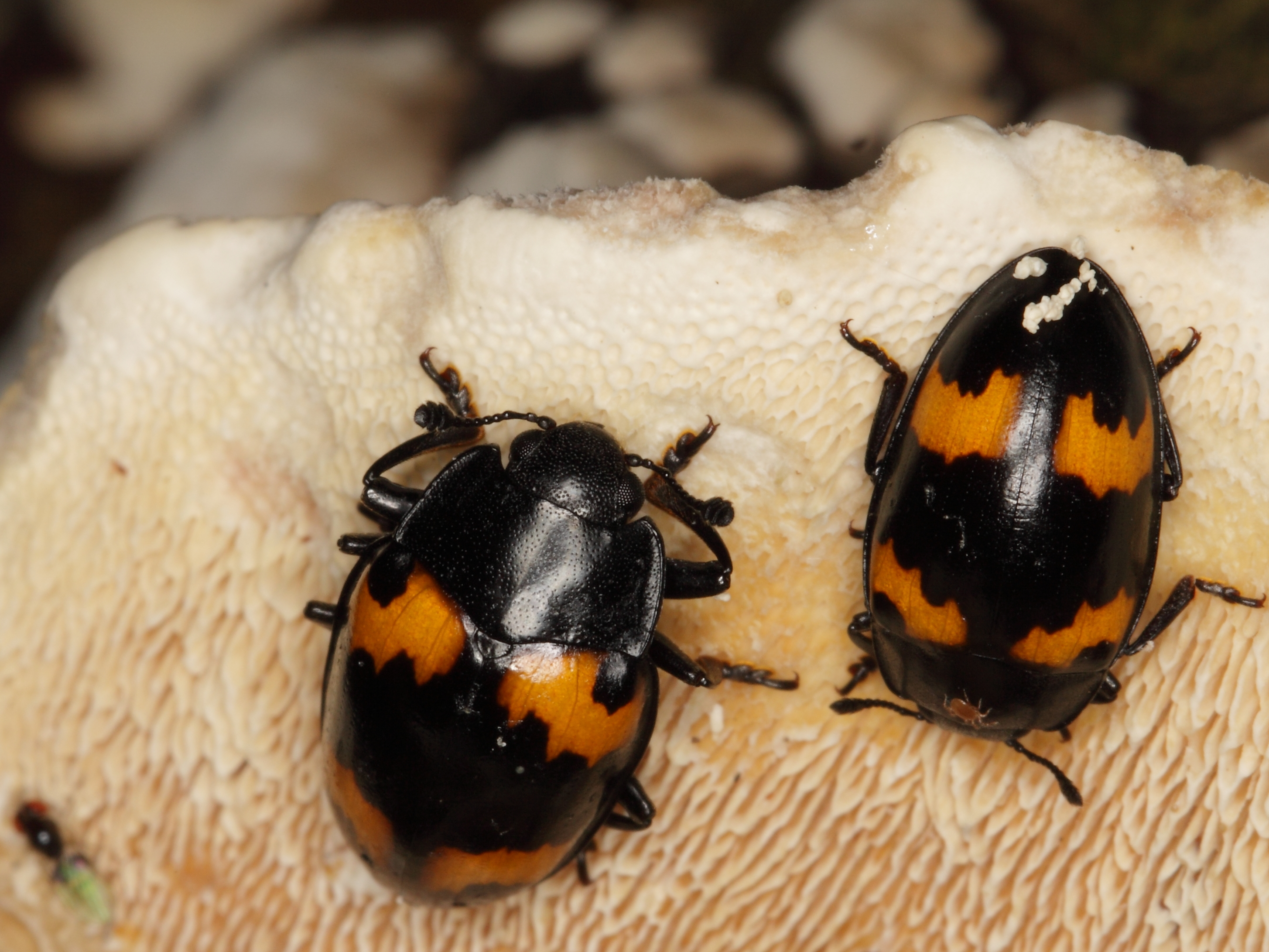
Megalodacne fasciata
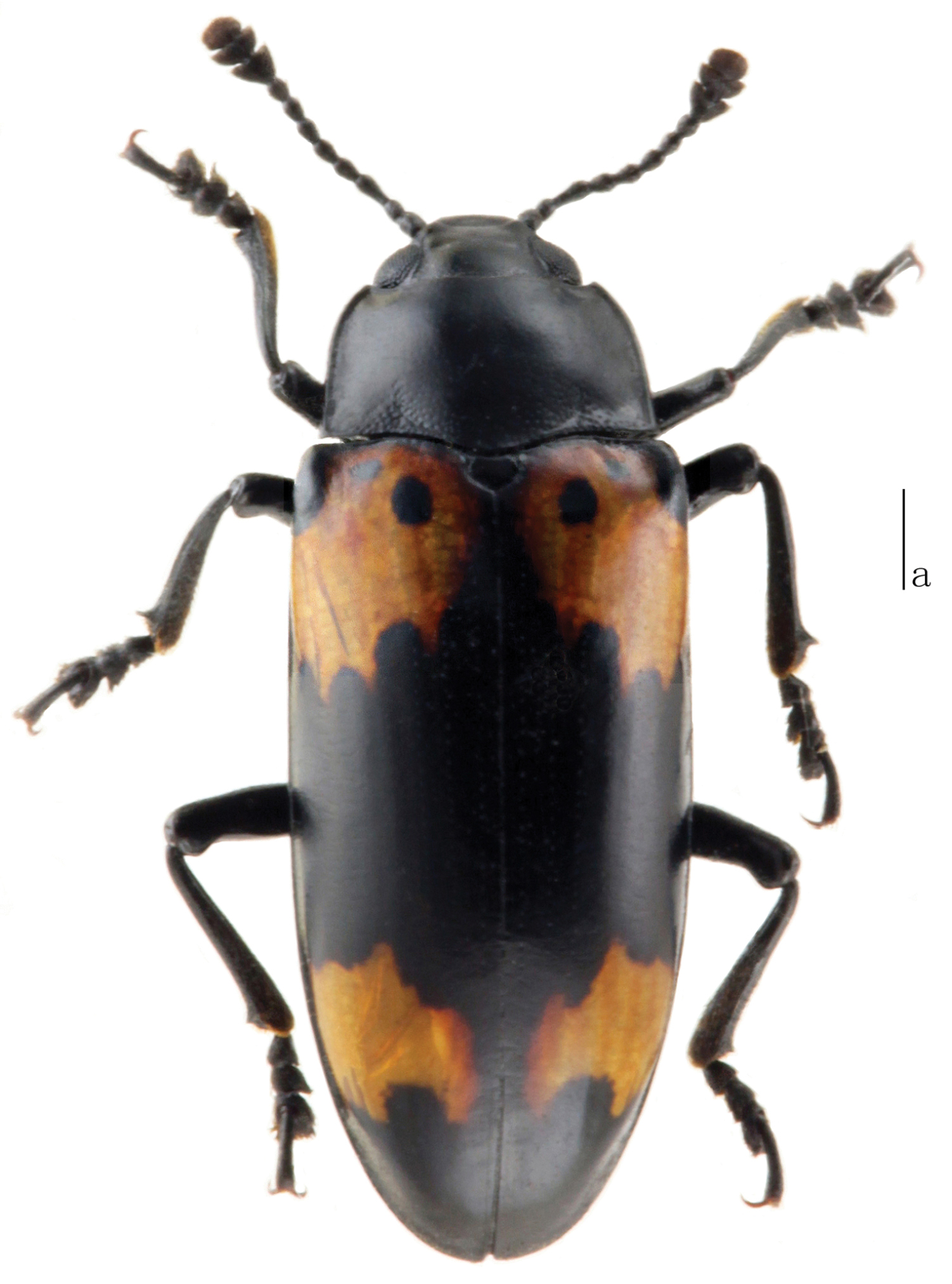
Micrencaustes biomaculata
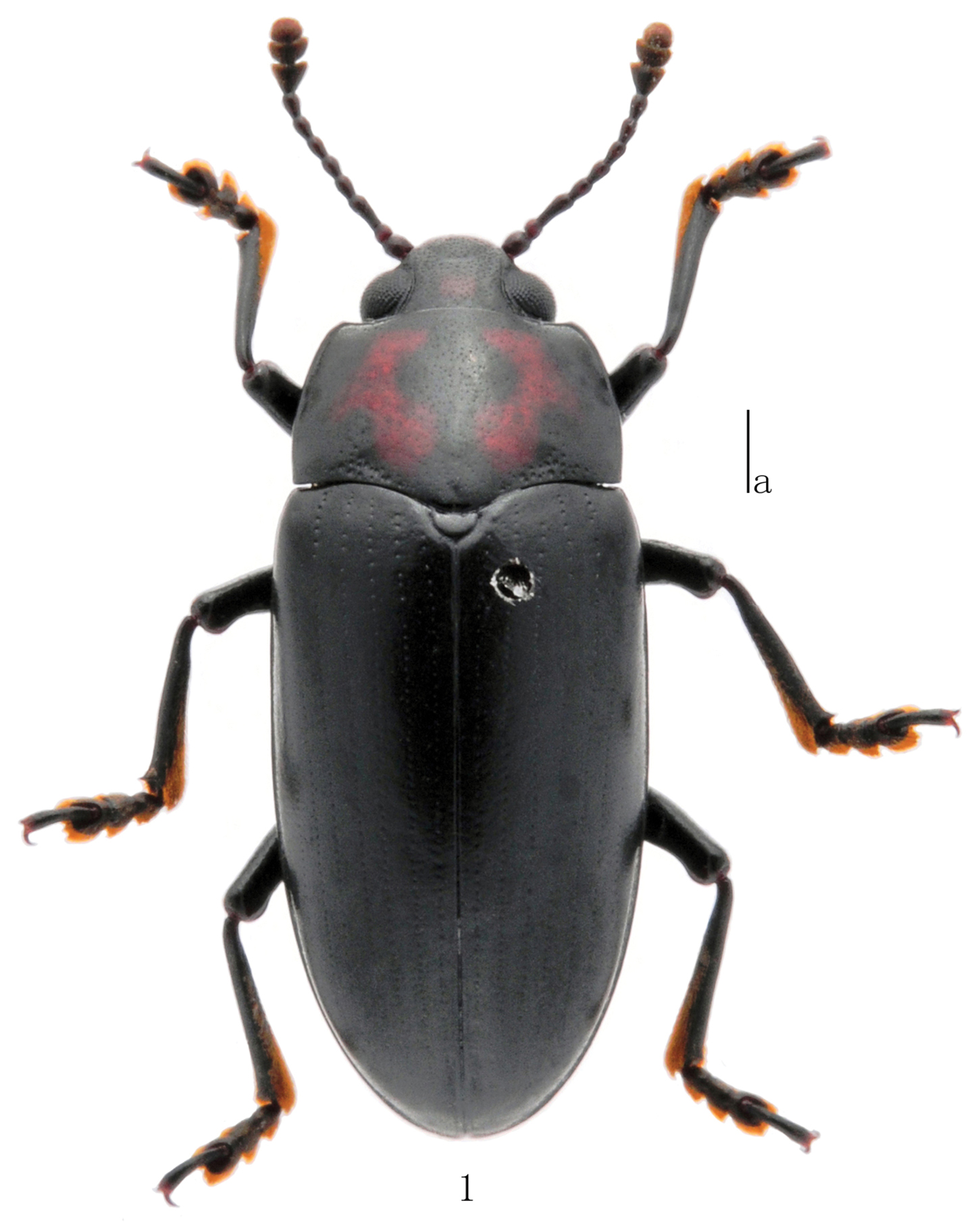
Micrencaustes renshiae
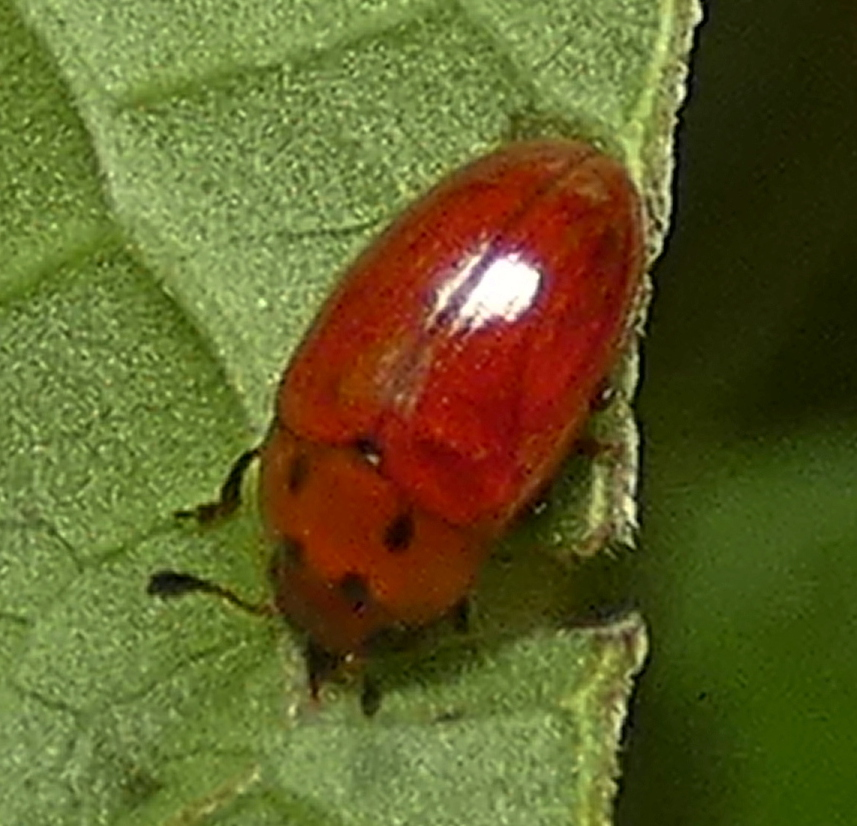
Mycotretus minutus
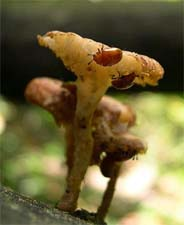
Neotriplax lewisii
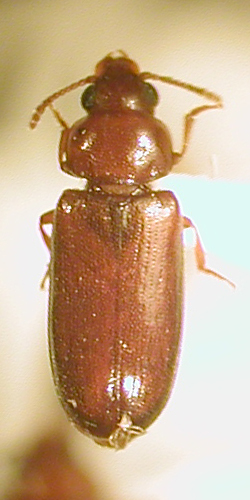
Pharaxonotha esperanzae
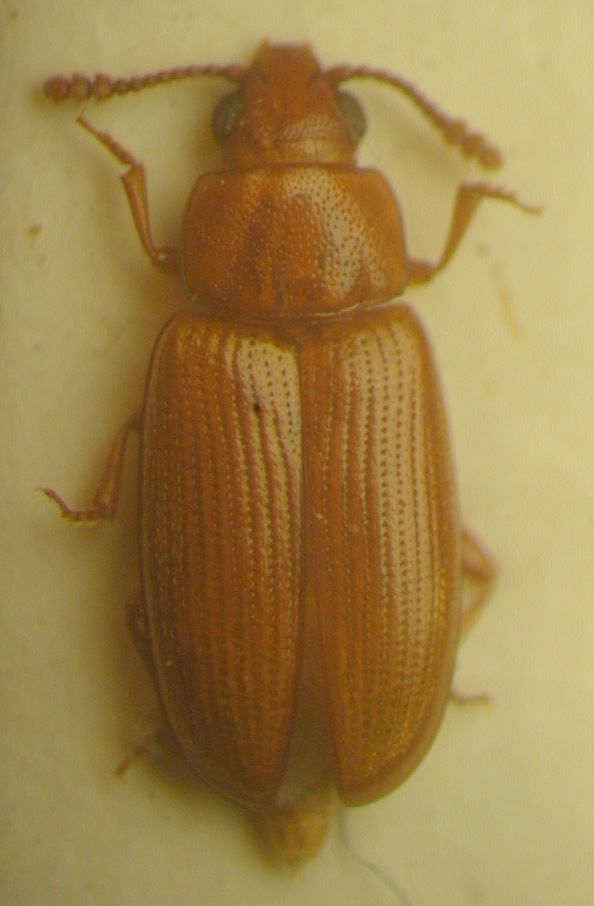
Pharaxonotha floridana
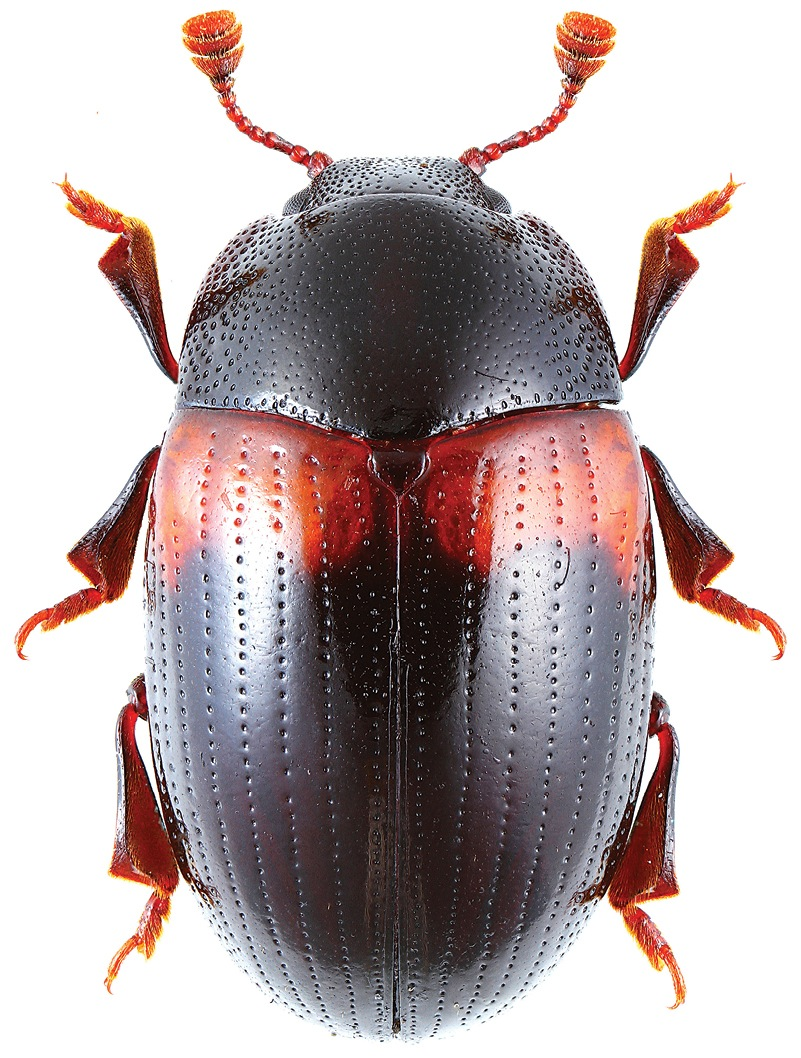
Scelidopetalon biwenxuani
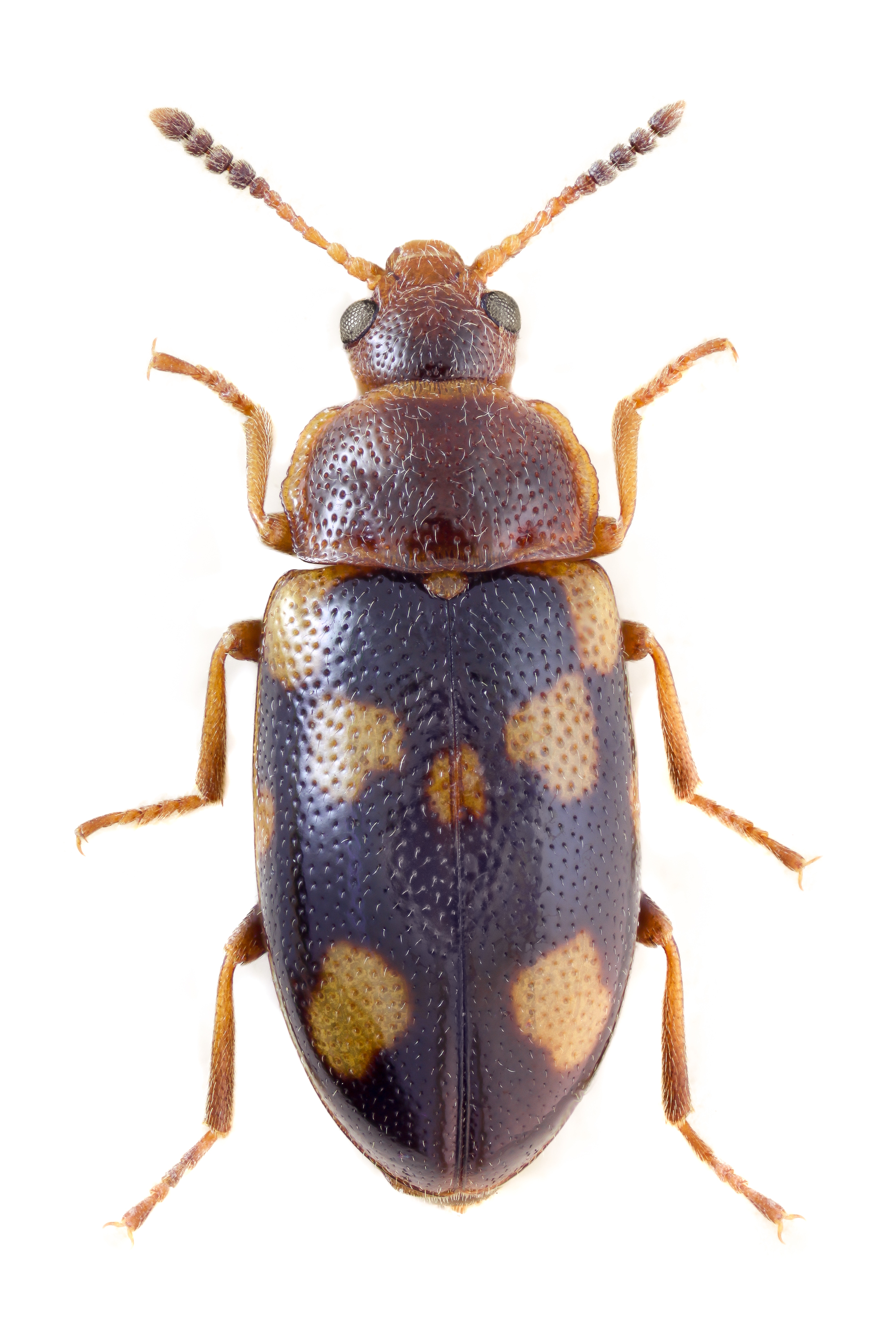
Tetratoma ancora
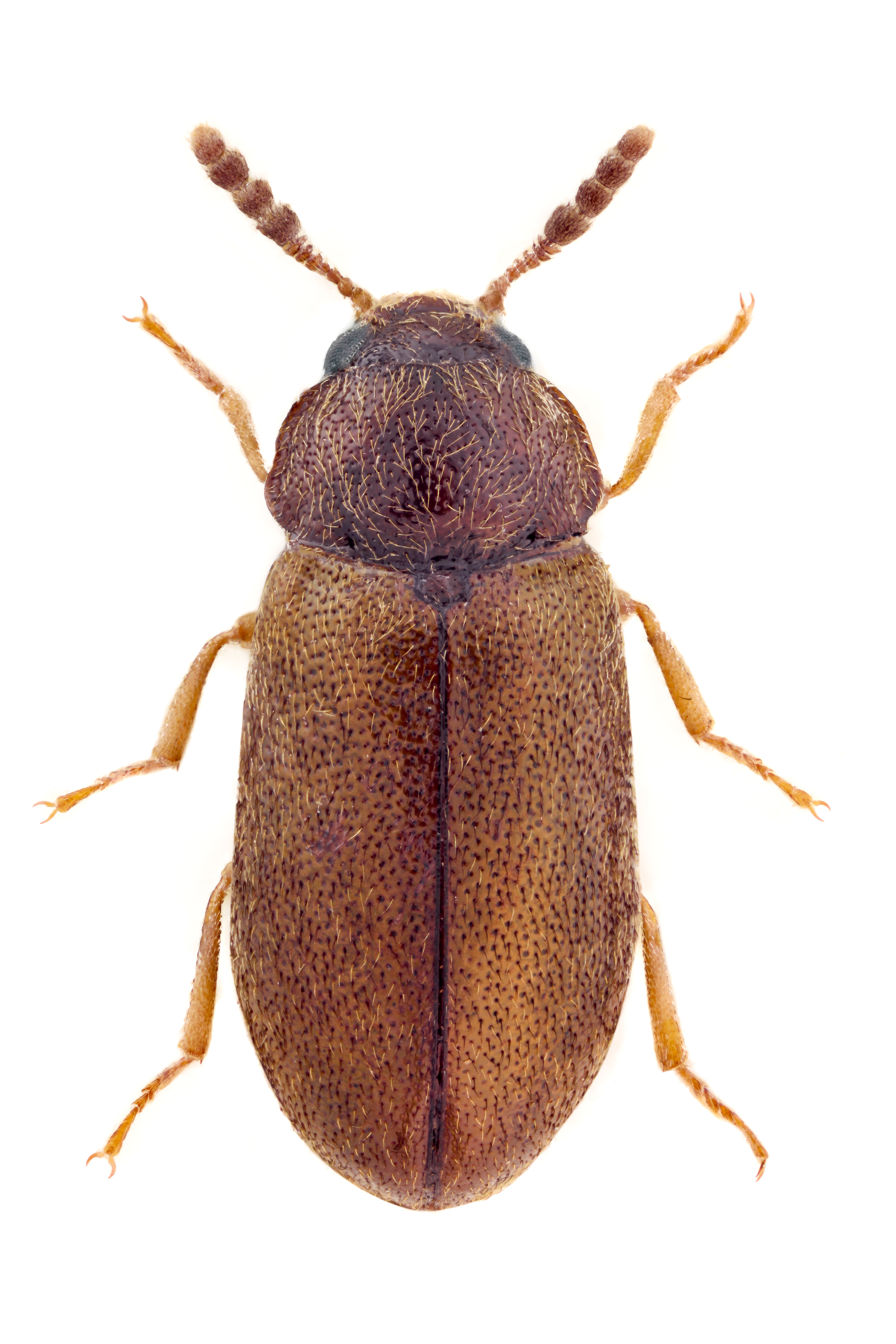
Tetratoma desmarestii
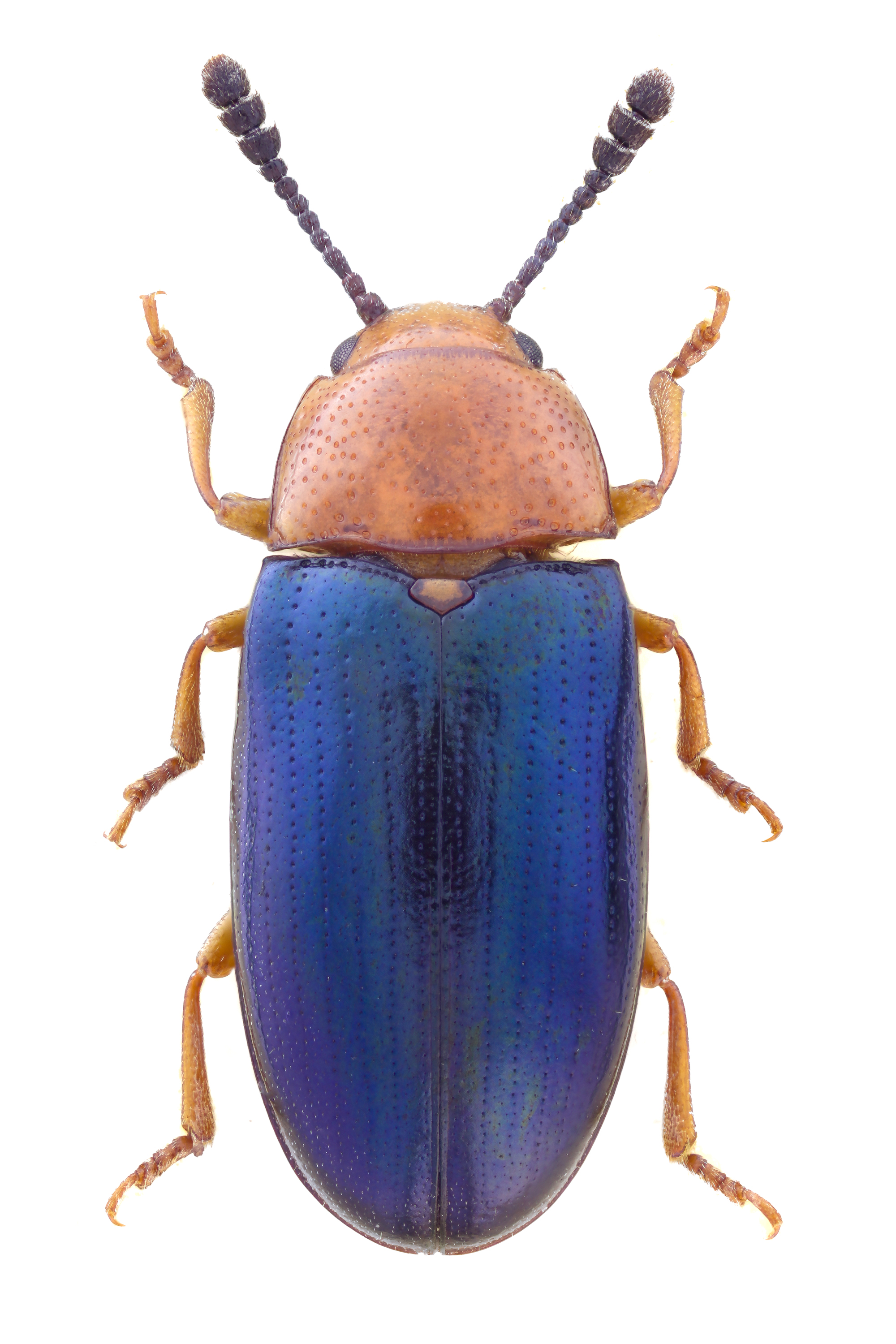
Triplax aenea
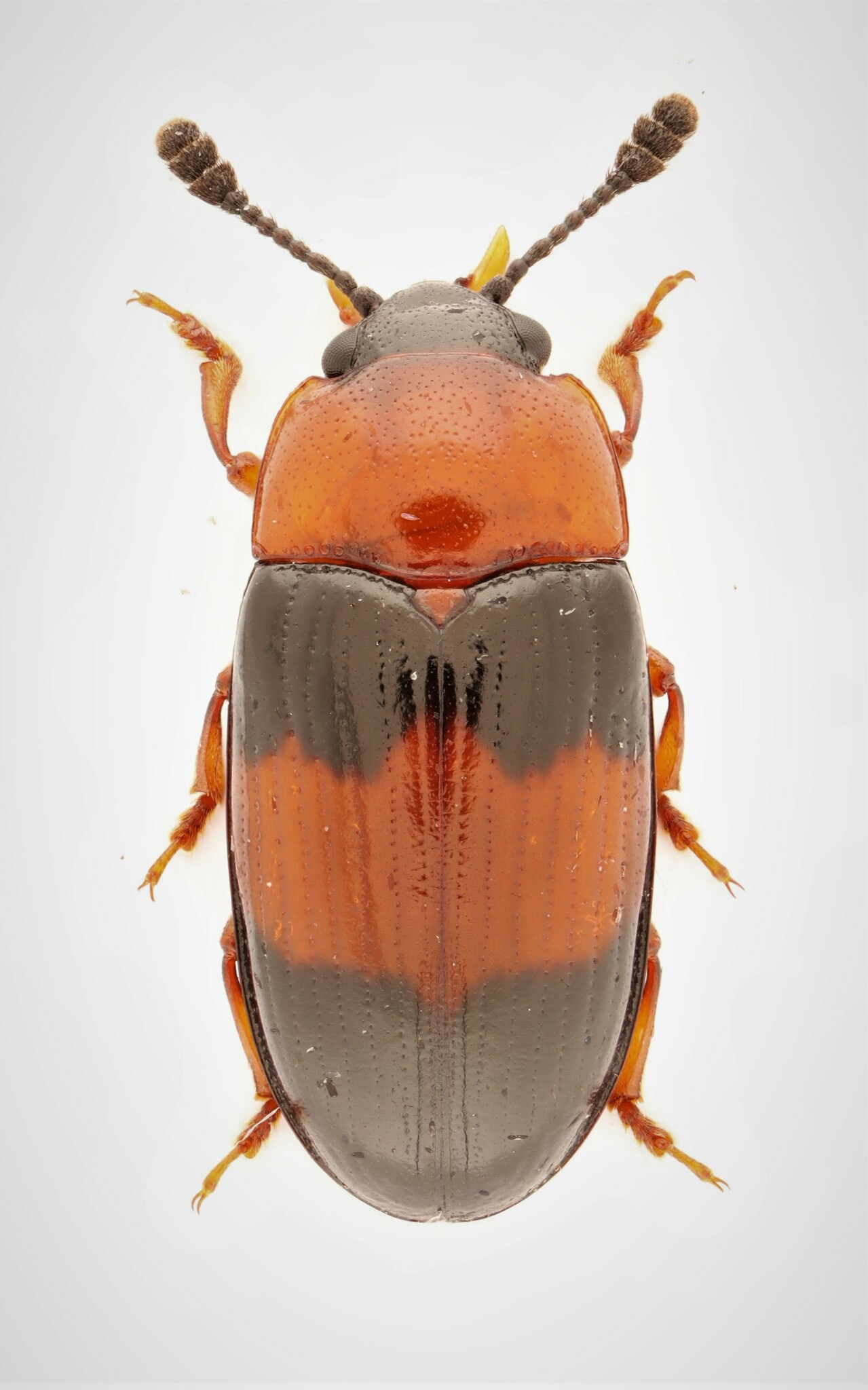
Triplax festiva
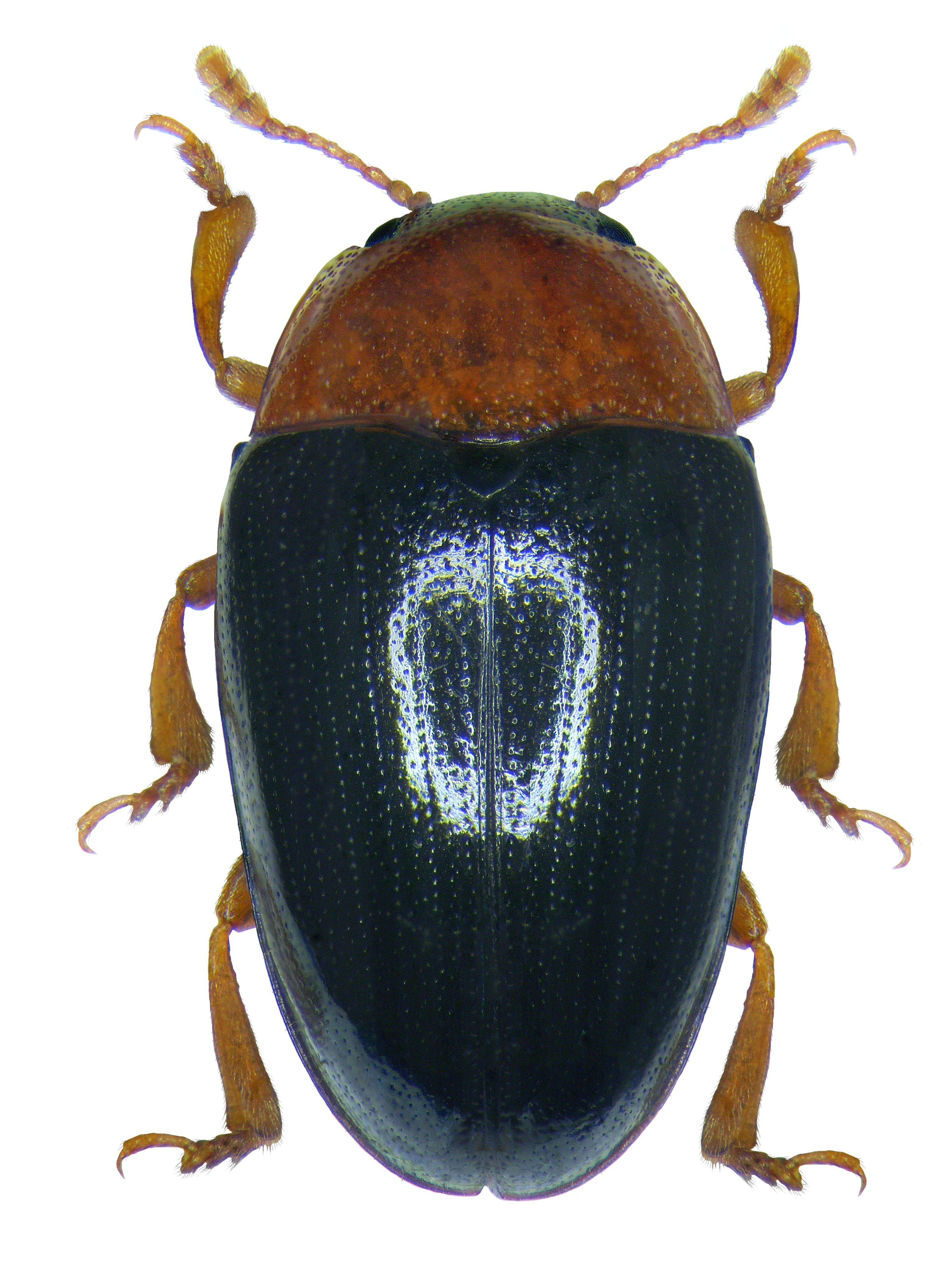
Triplax lepida
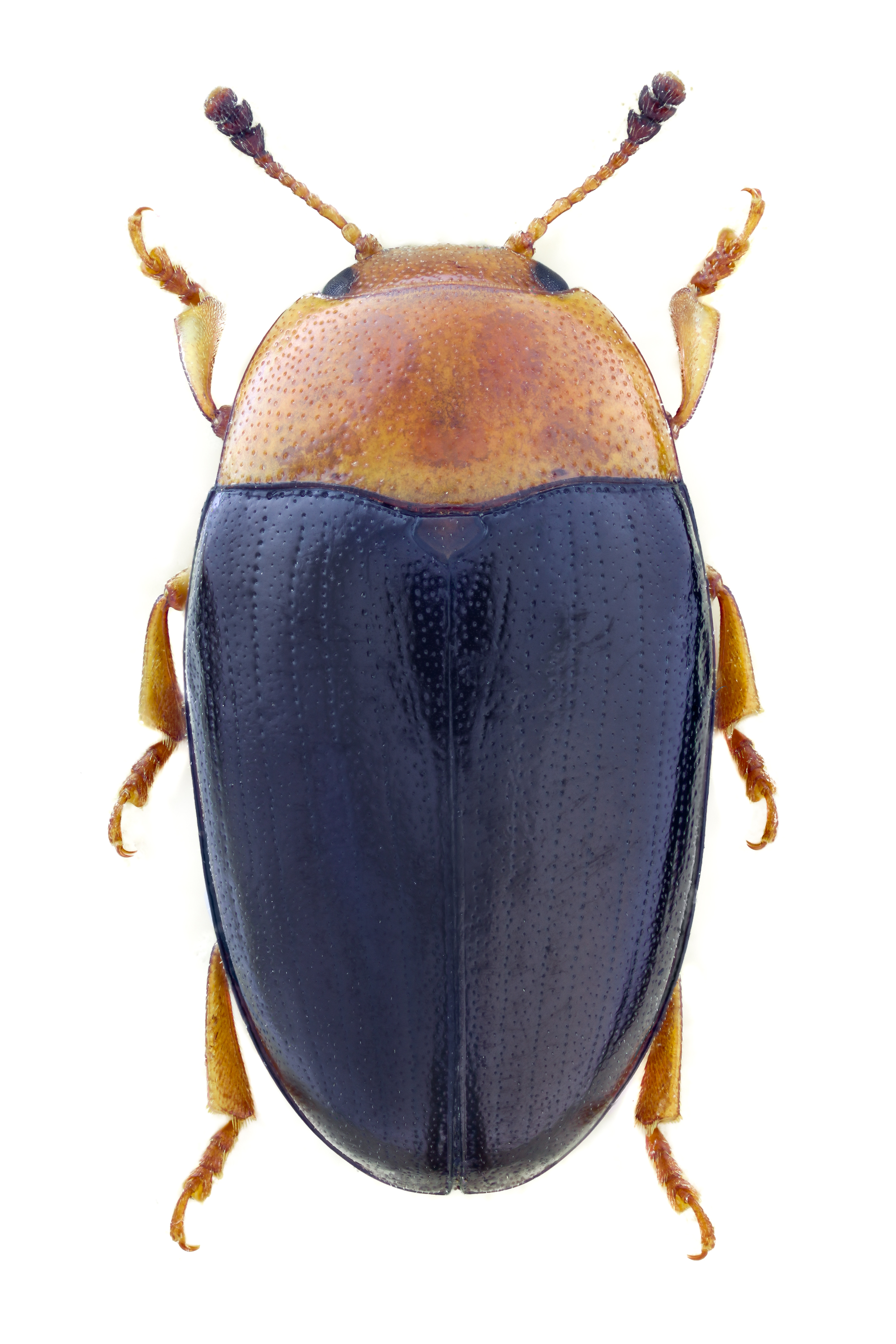
Triplax rufipes
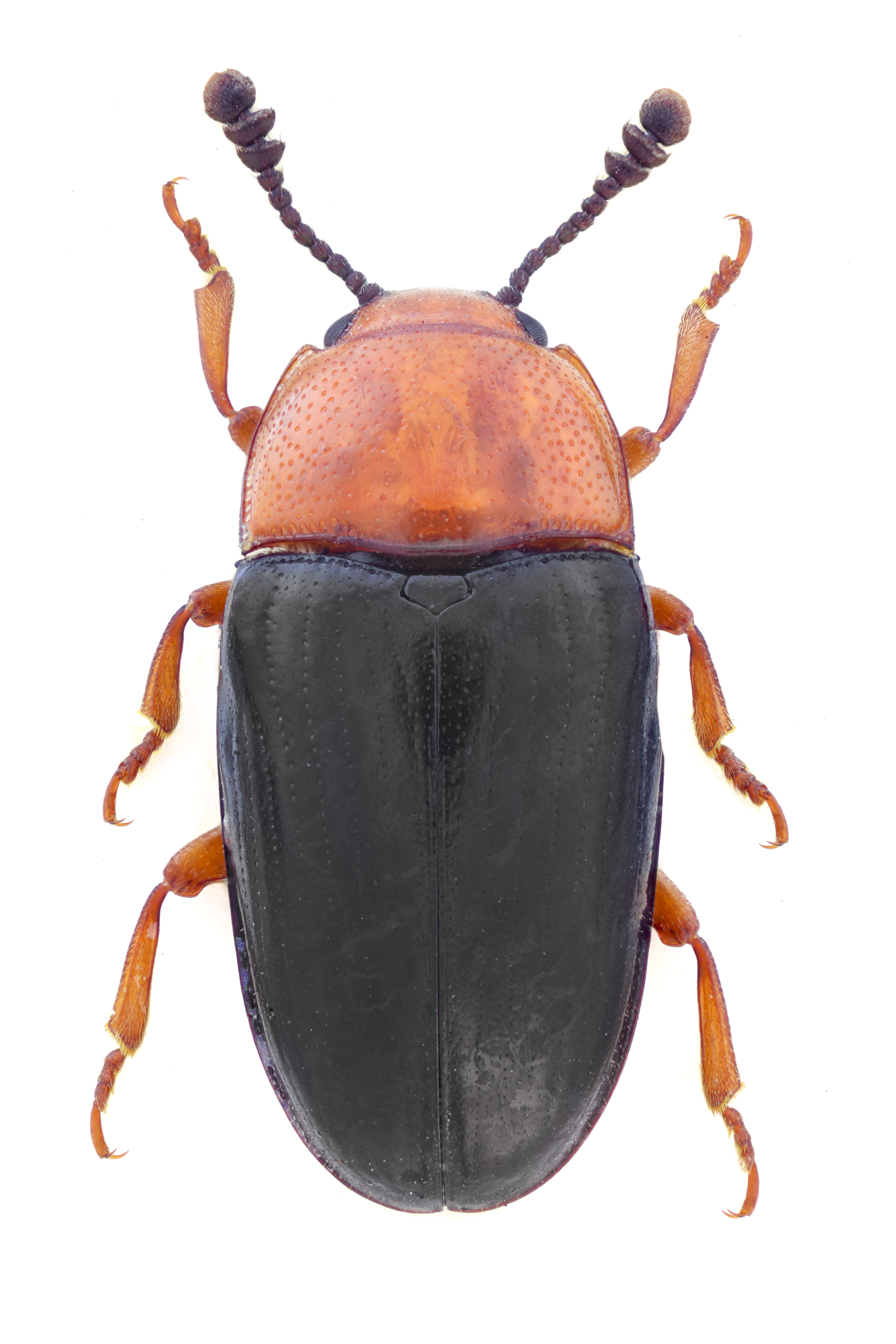
Triplax russica
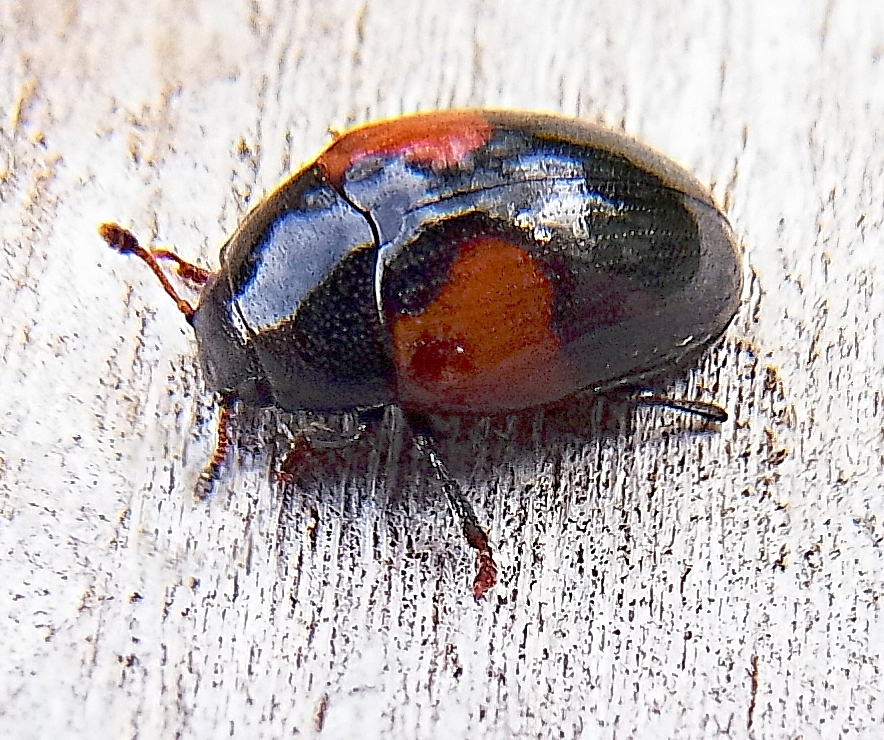
Tritoma bipustulata
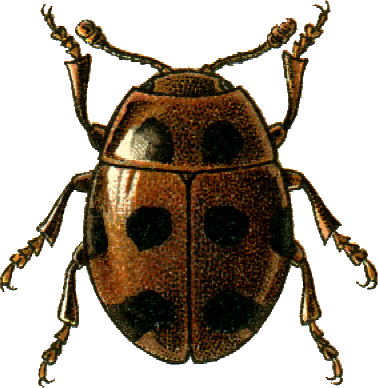
Tritoma octonotata
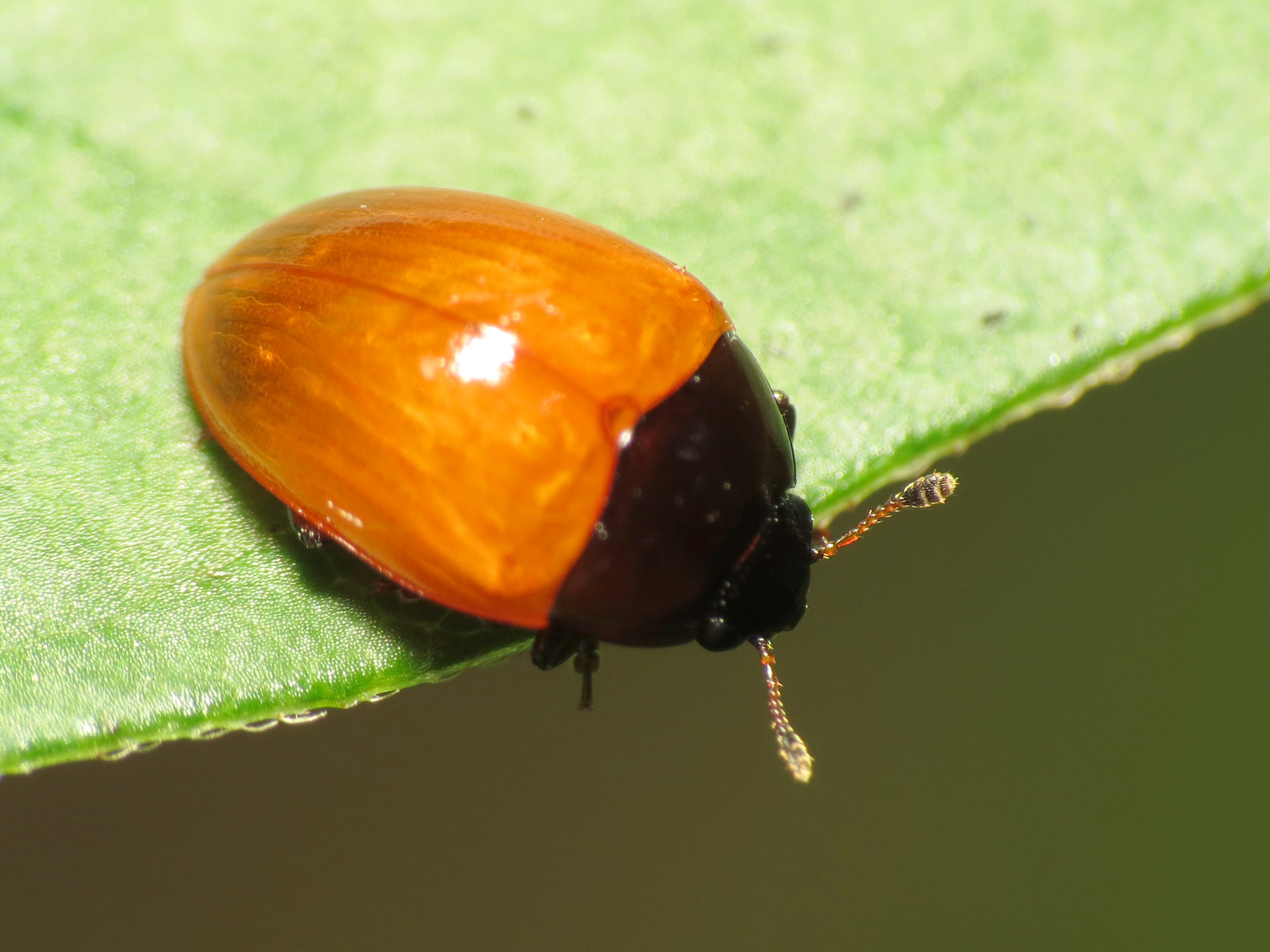
Tritoma sanguinipennis
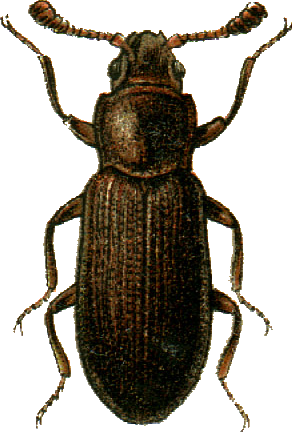
Zavaljus fausti

## Ensemble des genres
Selon GBIF (14 janvier 2025) :
- Acropteroxys Gorham, 1887
- Acryptophagus Grouvelle, 1919
- Aegithomimus Mader, 1942
- Aegithus Fabricius, 1801
- † Afrodacne Delkeskamp, 1954
- Afrotriplax Delkeskamp, 1965
- Amblyopus Chevrolat, 1836
- Amblyscelis Gorham, 1888
- Amyduvea Zia, 1934
- Anadastus Gorham, 1887
- Anisoderomorpha Arrow, 1925
- Anomalolanguria Villiers, 1943
- Antoinettia Skelley, 2020
- Apolybas Alvarenga, 1965
- Aporotritoma Arrow, 1925
- Apterodastus Arrow, 1925
- Apteronesitis Arrow, 1928
- Arrowcryptus Leschen & Wegrzynowicz, 2008
- Atomarops Reitter, 1889
- Aulacocheilus Chevrolat, 1836
- Aulacocheilus Dejean, 1836
- Aulacochilus Chevrolat, 1837
- Australonotha Yoshida & Leschen, 2020
- Bacis Dejean, 1837
- Balidolanguria Pal, 2006
- Bancous Pic, 1946
- Barytopus Chevrolat, 1837
- Basulanguria Sengupta & Mukherjee, 1977
- Bolerus Grouvelle, 1919
- Brachylon Gorham, 1898
- Brachypterosa Zablotny & Leschen, 1996
- Brasilanguria Martins & Perreira, 1965
- Caenolanguria Gorham, 1887
- Callischyrus Crotch, 1875
- Cardiodacne Philipp, 1965
- Cathartocryptus Sharp, 1886
- Caulaochilus Chujo & Chujo, 1987
- † Cavophorus Sen Gupta, 1968
- Cladoxena Motschoulsky, 1866
- Cnecosa Pascoe, 1866
- Coelocryptus Sharp, 1900
- Combocerus Bedel, 1868
- Congocola Delkeskamp, 1962
- Coptengis Chapuis, 1876
- Crotchia Fowler, 1886
- Crowsonguptus Leschen & Wegrzynowicz, 1998
- Crypherotylus Crotch, 1873
- Cryptodacne Sharp, 1878
- Cryptophilus Reitter, 1874
- Cycadophila Xu, Tang & Skelley, 2015
- gen. Strobilophila robilophila Strobilophila
- Cyclomorphus Hope, 1841
- Cyrtomorphus Lacordaire, 1842
- Cytorea Laporte, 1840
- Dacne Latreille, 1797
- Dactylotritoma Arrow, 1925
- Dasydactylus Gorham, 1887
- Dichomorpha Kuhnt, 1909
- Doubledaya White, 1850
- Dyslexia Skelley & Gasca-Álvarez, 2021
- Echinothallis Skelley, Leschen & Liu, 2021
- Ectrapezidera Fowler, 1908
- Ellipticus Chevrolat, 1837
- Empocryptus Sharp, 1900
- Encaustes Lacordaire, 1842
- Ephicaspa Chûjô, 1970
- Epilanguria Fowler, 1908
- Episcapha (Ephicaspa)
- gen. Psiloscapha iloscapha Heller, 1920
- Episcaphula Crotch, 1876
- Epytus Dejean, 1836
- Erotylina Curran, 1944
- Erotylus Fabricius, 1775
- Euphanistes Lacordaire, 1842
- Eurycardius Lacordaire, 1842
- Eutriplax Lewis, 1887
- Fatua Dejean, 1836
- Gibbifer Voet, 1778
- Goniocephala Chevrolat, 1845
- Haematochiton Gorham, 1888
- Hapalips Reitter, 1877
- Henoticonus Reitter, 1878
- Hirsutotriplax Skelley, 1993
- Homeotelus Lacordaire, 1842
- Hoplepiscapha Lea, 1922
- Hornerotylus
- Indocladoxena Pal, 2006
- Iphiclus Chevrolat, 1837
- Ischyrus Crotch, 1873
- Ischyrus Lacordaire, 1842
- Isochyrus Lacordaire, 1842
- Kratopsis Delkeskamp, 1965
- Kuschelengis Skelley & Leschen, 2007
- Labidolanguria Fowler, 1908
- Languria Latreille, 1802
- Langurites Motschulsky, 1860
- Latosia Delkeskamp, 1962
- Laucaochilus Chujo & Chujo, 1987
- Laurenticola Philipp, 1965
- Lepidotoramus Leschen, 1997
- Leptolanguria Fowler, 1908
- Ligurana Chûjô, 1974
- Linodesmus Bedel, 1882
- Loberonotha Sen Gupta & Crowson, 1969
- Loberoschema Reitter, 1896
- Loberus LeConte, 1861
- Lobosternum Reitter, 1875
- Lybanodes Gorham, 1888
- Lybas Lacordaire, 1842
- Lybasia Delkeskamp, 1965
- Madadacne Philipp, 1965
- Malleolanguria Martins & Perreira, 1965
- Masahiria Wegrzynowicz, 2005
- Megalodacne Crotch, 1873
- Megischyrus Crotch, 1873
- Michyrus Skelley & Gasca-Álvarez, 2020
- Micrencaustes Crotch, 1875
- Microdacne Skelley, Leschen & Liu, 2021
- Microlanguria Lewis, 1884
- Microsternus Lewis, 1887
- † Microzavaljus Lyubarsky & Perkovsky, 2018
- Mycolybas Crotch, 1875
- Mycomystes Gorham, 1888
- Mycophthorus Lacordaire, 1842
- Mycophtorus Lacordaire, 1842
- Mycotretus Chevrolat, 1837
- Mycotretus Lacordaire, 1842
- Neanadastus Zia, 1959
- Neocladoxena Maeda, 1974
- Neodacne Chûjô, 1976
- Neoloberolus Leschen, 2003
- Neomycotretus Deelder, 1942
- Neopriotelus Alvarenga, 1965
- Neosternus Dai & Zhao, 2013
- Neothallis Fauvel, 1891
- Neotrimota Deelder, 1942
- Neotriplax Lewis, 1887
- Neoxestus Crotch, 1976
- Nesitis Bedel, 1882
- Notaepytus Skelley, 2009
- Olacauchilus Chujo & Chujo, 1987
- Oligocorynus Chevrolat, 1837
- Oretylus Heller, 1920
- Pachylanguria Crotch, 1875
- Paederolanguria Mader, 1939
- Palaeolybas Crotch, 1875
- Paphezia Zablotny & Leschen, 1996
- Paracladoxena Fowler, 1886
- † Paratritoma Gorham, 1888
- Perithonius Crotch, 1875
- Petaloscelis Gorham, 1896
- Pharaxonotha Reitter, 1875
- Phoxogenys Gorham, 1888
- Phricobacis Crotch, 1876
- Plastococcus Gorham, 1898
- Platoberus Sharp, 1900
- Prepopharus Erichson, 1847
- Promecolanguria Fowler, 1885
- Protoloberus Leschen, 2003
- Pselaphacus Percheron, 1835
- Pselaphandra Jacobson, 1905
- Pseudamblyopus Araki, 1941
- Pseudamblyscelis Philipp, 1959
- Pseudischyrus Casey, 1916
- Pseudochrysomela Voet, 1806
- Pseudolybas Gorham, 1888
- Pseudotritoma Gorham, 1888
- Renania Lewis, 1887
- Rhodotritoma Arrow, 1925
- Rhopalotriplax Deelder, 1942
- Rhynchothonius Crotch, 1875
- Rotitma Chûjo, 1969
- Satelia Lewis, 1887
- Scaphengis Gorham, 1888
- Scaphidomorphus Hope, 1841
- Scelidopetalon Delkeskamp, 1957
- Setariola Jakobson, 1915
- Sinolanguria Zia, 1959
- Slipinskiella Leschen & Wegrzynowicz, 1998
- Sphenoxus Lacordaire, 1842
- Spondotriplax Crotch, 1875
- Strongylosomus Chevrolat, 1837
- Tapinotarsus Kirsch, 1865
- Telmatoscius Sharp, 1900
- Tetraphala Sturm, 1843
- Tetratriplax Chûjô, 1969
- Tetratritoma Arrow, 1925
- Thallis Erichson, 1842
- Thallisella Crotch, 1876
- † Thallisellites Kupryjanowicz, Lyubarsky & Perkovsky, 2022
- Thallisellodes Arrow, 1925
- Thaumastodacne Deelder, 1942
- Thonius Lacordaire, 1842
- Tomolanguria Huang, 2020
- Toramus Grouvelle, 1916
- Trapezidistes Fowler, 1887
- Triplacidea Gorham, 1901
- Triplatoma Gray, 1832
- Triplax Herbst, 1793
- Tritoma Fabricius, 1775
- Tritoma Müller, 1764
- Tritomophasma Heller, 1920
- Tritomorpha Chujo & Chujo, 1987
- Typocephalus Chevrolat, 1837
- Ulacaochilus Chujo & Chujo, 1987
- † Warnis Lyubarsky, Perkovsky & Alekseev, 2016
- Xenocryptus Arrow, 1929
- Xenodacne Boyle, 1956
- † Xenohimatium Lyubarsky & Perkovsky, 2012
- † Xenophagus Lyubarsky & Perkovsky, 2017
- Xenoscelinus Grouvelle, 1910
- Xenoscelis Wollaston, 1864
- Xenosceloides Sen Gupta, 1968
- Xenotritoma Arrow, 1923
- Xestus Wollaston, 1864
- Xiphidiophora Delkeskamp, 1962
- Zavaljus Reitter, 1880